# 긴테쓰 특급사
긴테쓰 특급사(일본어: 近鉄特急史)에서는 긴키 닛폰 철도(긴테쓰)가 운영하는 우등 열차의 역사와, 경쟁 관계에 있는 일본국유철도(국철)·JR의 각 노선과 열차의 역사를 서술한다.

## 긴테쓰 특급사

### 긴키 닛폰 철도의 개업 이전까지의 특급사 (1945년 이전)

#### 오사카 전기 궤도
- 1914년 4월 : 긴키 닛폰 철도(이하 긴테쓰)의 직계 전신인 오사카 전기 궤도(일본어: 大阪電気軌道, 이하 다이키)가 자사 최초의 철도 노선인 우에혼마치 역 - 나라 역 구간의 철도를 개통했다. (지금의 긴키 닛폰 철도 나라 선) 이전에는 관영 철도(이하 간테쓰) 간사이 본선이 오사카 - 나라 구간을 70분에 연결했으나, 다이키는 이코마 터널을 통해 오사카 - 나라 구간을 55분에 연결했다.

#### 산구 급행 전철
- 1930년 12월 20일 : 긴테쓰의 전신 중 하나로 다이키의 자회사인 산구 급행 전철(일본어: 参宮急行電鉄, 이하 산큐)이 사쿠라이 역 - 야마다 역(지금의 이세시역) 구간의 철도를 가개통했다. (지금의 긴키 닛폰 철도 오사카 선과 야마다 선) 이미 개통되어 있던 다이키의 사쿠라이 선(우에혼마치 역 - 사쿠라이 역 구간. 지금의 긴테쓰 나라 선의 일부)과 직결 운행하여, 오사카와 이세를 연결하는 130여 km의 장대 노선이 개통되었다. '일본 제일의 전차'라 불리게 될 2200계 전동차로 운행되는 급행 열차가 오사카 - 이세 구간을 2시간 45분에 주파했다.

간테쓰의 후신인 철도성(이하 쇼센)의 경우, 간사이 본선과 산구선을 경유하여 미나토마치 역(지금의 JR 난바 역)과 야마다 역 구간을 이동할 때 보통열차가 5시간, 준급 열차가 3시간 30분이 걸렸다. 산구선의 개통에 발맞춰 쇼센도 운행 속도를 높였지만, 그럼에도 3시간이 한계였다.
- 1931년 3월 17일 : 산큐의 이세 지역 터미널역인 우지야마다 역이 개업하여 산큐 선이 전구간 개통되었다.
- 1932년
  - 1월 1일 : 다이키·산큐 선 최초의 특급 전차(일본어: 特急電車)가 운행을 시작해, 우에혼마치 역과 우지야마다 역 구간을 2시간 1분에 연결했다. 특급 전차에는 이스즈(일본어: 五十鈴)라는 이름이 붙었다. 이 당시의 특급 전차는 특급 요금 없이 승차권만으로도 탈 수 있었다.
  - 3월 : 산큐 선의 산큐나카가와 역(지금의 이세나카가와 역)에서 분기하여 쓰역에 이르는 쓰 지선을 개통했다.
- 1933년 10월 : 이 해 4월, 쇼센의 조토 선(지금의 오사카 순환선)에 다이키 선과의 교차점인 쓰루하시역을 개업했다. 이 때부터 쓰루하시 역에 특급 전차가 정차하기 시작했다. 또한 이 때의 시간표 개정에서 우에혼마치 역 - 쓰 역 구간의 특급에 우지야마다 행 특급이 연결되는 형태로 특급열차 1왕복이 증편되었다.
- 1937년
  - 5월 24일 : 도쿄 - 런던 구간을 기록 비행하는데 성공한 아사히 신문사의 비행기 가미카제 호[1]의 승무원이 귀국하였는데, 그들이 이세 신궁에 참배하러 가기 위해 우에혼마치 역 - 우지야마다 역 구간에서 '임시특급 가미카제'(일본어: 臨時特急神風)가 운행되었다. 우에혼마치 역에서 오후 10시에 출발, 우지야마다 역에는 다음날 0시 1분에 도착했다.
  - 5월 25일 : 이를 계기로 우에혼마치 역 - 우지야마다 역 구간을 운행하는 특급 4왕복 중, 3왕복의 열차 이름을 '가미카제'(일본어: 神風)로 개칭함에 따라, 이스즈는 쓰 역 행 특급을 연결한 1왕복만 남게 되었다.

#### 이세 전기 철도
산큐 선이 개통된 1930년 12월에는, 후에 긴테쓰에 합병될 이세 전기 철도(일본어: 伊勢電気鉄道, 이하 이세덴)가 구와나역 - 다이진구마에 역(이세 신궁 외궁 부근에 있던 터미널역) 구간의 철도 83km를 개통했다. 1897년 11월, 상술한 야마다 역까지 개통된 철도성의 산구선과 함께, 이세로 가는 철도는 세 개의 회사가 경쟁하게 되었다. 그러나 이세덴이 산큐에 합병된 이후, 1942년과 1961년 두 차례에 걸쳐 이세덴의 철도는 폐선되었다.
- 1935년 12월 : 이세덴이 구와나 역 - 다이진구마에 역 구간에 고출력 전동차인 모하니 231형·쿠하 471형 전동차를 사용한 특급 '하쓰히'(일본어: はつひ)와 '가미치'(일본어: かみち)의 운행을 시작했다. 구와나 역과 다이진구마에 역 구간의 소요 시간은 1시간 25분이었다.
- 1936년 9월 : 이세덴이 경영 악화로 인해 산큐에 합병되어, 이세덴의 노선이 산큐 이세 선이 된다. 특급은 계속해서 운행되었다.

#### 간사이 급행 전철
- 1938년 6월 : 산큐의 자회사인 간사이 급행 전철(일본어: 関西急行電鉄, 이하 간큐덴)이 구와나 역과 간큐나고야 역(지금의 긴테쓰나고야 역) 구간의 철도를 개통했다. 이에 따라 다이키와 산큐, 간큐텐 각각의 회사가 운영하는 노선에 직통해 나고야와 오사카를 연결하는 철도망이 구축되었다. 에도바시 역에서 갈아타는 방식으로 나고야 - 오사카 구간의 소요 시간이 쇼센 도카이도 본선의 급행열차보다도 빠른 3시간 15분이었다. 다이키와 산큐의 철도 궤간이 1,467mm(표준궤)였던 데 반해 간큐덴의 철도 궤간은 1,067mm(협궤)로 직결 운행은 불가능했다. 새로운 철도망의 구축에 따라 새로이 생산된 1형 전동차를 사용한 특급이 나고야 역과 다이진구마에 역을 거의 두시간에 연결했다.

### 전시체제와 긴키 닛폰 철도의 발족
- 1938년 12월 : 다이키·산큐·간큐덴의 노선에서 '특급'이라는 명칭이 사라지고 모두 급행 열차로 통합되었다. 다만 운전 최고 속도를 내리지는 않았고, 오히려 운전 최고 속도를 올렸으며 열차를 증편하는 등, 서비스 수준이 향상되었다. 또 같은 달, 에도바시 역과 나카가와 역 구간의 협궤를 표준궤로 개궤하면서 오사카 역과 나고야 역을 연결하는 열차의 환승역이 나카가와 역으로 바뀌었다. 이 때 산큐 나카가와 역에서 급행 열차를 환승하는 방식으로 나고야 역에서 우에혼마치 역까지의 소요 시간은 쇼센 간사이 본선의 준급 열차와 거의 같은 수준인 3시간 1분까지 단축되었다. 이 기록은 1945년 이전의 최고 기록이다.
- 1940년 1월 : 간큐덴이 산큐에 합병되었다.

황기(皇紀) 2600년인 이 해에는 다이키와 산큐 철도의 주변에 있는 아쓰다 신궁이나 이세 신궁, 가시하라 신궁으로 가는 참배객이 급증했다. 이에 따라 다이키와 산큐 모두 열차를 증편하여 대응했다. 또한 지금의 긴키 닛폰 철도 미나미오사카 선을 운영하던 오사카 철도(일본어: 大阪鉄道, 이하 다이테쓰)는 이 시기 특급 전차를 운행했다.
- 1941년 3월 : 다이키와 산큐가 합병해 간사이 급행 철도(일본어: 関西急行鉄道, 이하 간큐)가 된다.
- 1943년 2월 : 간큐가 다이테쓰를 합병했다.
- 1944년
  - 6월 : 간큐와 난카이 철도(지금의 난카이 전기 철도와 한카이 전기 궤도)가 합병되어 긴키 닛폰 철도(일본어: 近畿日本鉄道, 이하 긴테쓰)가 발족했다.
  - 10월 : 전황(戰況)의 악화에 따라 급행과 준급이 완전히 폐지되었다.

### 유료 특급의 운행 시작과 열차 이름의 등장
- 1946년 3월 : 급행과 준급의 운행이 재개되었다.
- 1947년
  - 6월 : 긴테쓰가 옛 난카이 철도의 노선을 난카이 전기 철도(난카이)에 양도하는 형태로 분리했다.
  - 10월 8일 : 오사카 선 우에혼마치 역 - 이세나카가와 역 구간과, 나고야 선의 이세나카가와 역 - 긴키닛폰나고야 역(지금의 긴테쓰나고야 역) 구간에 특급 열차가 운행을 재개했다. 당시 긴테쓰를 이용해 메이한 구간을 이동하려면 이세나카가와 역에서 환승해야 했다. 이는 일본 국내에선 전후 처음으로 특급이 운행을 재개한 것이었다. 또한 이 열차는 특급 요금을 징수했고, 좌석 정원제를 도입하여 신문 광고에는 '앉아갈 수 있는 특급'으로 크게 홍보했다.

이는 도부 철도의 닛코 특급(1948년 8월), 오다큐 전철의 오다큐 특급(1948년 10월), 일본국유철도(이하 국철)의 특급 헤이와(1949년 9월)보다 앞선, 전후 최초의 유료 특급 열차였다.
당시에는 태평양 전쟁이 끝난지 얼마 되지 않아 철도 회사의 차량이 크게 파괴되었고, 창문조차 제대로 없는 차량들 중에서 그나마 상태가 좋은 열차를 골라서 운행하고 있었다. 차량 부족으로 인해 어떤 열차던지 크게 붐비고 있었고, 앉기 이전에 열차에 타는 것 자체가 어려운 상황이었다. 그러한 상황에서 '앉아서 갈 수 있는 특급'이라는 광고의 효과는 매우 컸지만, 전 구간을 가는데에 4시간이 걸렸고, 차량 설비도 불충분한 상태였다. 이러한 상황에서 특급을 운행한 것에 대해 연합군 최고사령부로부터 '일반 열차부터 먼저 정비하라'는 요구가 들어왔기 때문에, 긴테쓰로서는 특급 요금을 '좌석 지정 요금'의 형태로 받을 수 밖에는 없었다. 회사 내외에서도 이와 비슷한 맥락의 반대론이 컸으나, 당시 특급의 운행을 강행한 것은 패전으로 실의에 빠져 있던 사람들의 기운을 북돋고, 주변 지역 사람들과 사원들에게 희망을 전하기 위해서였다고도 전해진다.
- 1947년 12월 : 우에혼마치 역과 이세나카가와 역 구간을 운행하는 특급 열차에 '스즈카'(일본어: すゞか)라는 이름이, 이세나카가와 역과 나고야 역 구간을 운행하는 열차에 '가쓰라기'(일본어: かつらぎ)라는 이름이 붙는다.
- 1948년
  - 1월 : 특급 스즈카가 우지야마다 역까지 임시로 연장 운행했다.
  - 7월 : 특급 스즈카가 우에혼마치 역과 우지야마다 역 구간을 정기 운행하고, 가쓰라기는 이세나카가와에서 오사카·이세 방면의 열차와 동시에 접속하는 시간표가 설정되었다. 우에혼마치 역과 우지야마다 역 구간의 소요 시간이 2시간 40분이 되었다.
  - 12월 : 특급 스즈카의 히라가나 표기가 'すゞか'에서 'すずか'로 바뀌었다.
- 1949년 8월 : 우에혼마치 역 - 나고야 역 구간(이하 메이한 구간)의 소요 시간이 3시간 25분, 우에혼마치 역 - 우지야마다 역 구간(이하 한이 구간)의 소요 시간이 2시간 30분으로 단축되었다.
- 1950년 9월 : 특급 열차의 소요 시간이 메이한 구간은 3시간 5분, 한이 구간은 2시간 9분으로 단축되었다.
- 1951년 1월 : 미나미오사카 선의 오사카아베노바시 역 - 가시하라진구마에에키 역('에키 역'(일본어: 駅駅)이 정식 명칭이다. 지금의 가시하라진구마에 역) 구간에 추가 요금이 필요하지 않은 임시특급 '가시하라'(일본어: かしはら)가 운행되었다. 같은 해의 벚꽃 시즌에는 미나미오사카 선과 요시노 선의 오사카아베노바시 역 - 요시노 역 구간을 직통 운행하는 임시특급 '사쿠라'(일본어: さくら)가 운행되었다.
- 1952년 3월 : 한이 구간의 특급을 5왕복으로 증편하고, 이세나카가와 역 - 나고야 역 구간의 특급을 4왕복으로 증편했다. 오전에 우에혼마치 역과 나고야 역을 출발하는 열차는 각각 '스즈카'·'가쓰라기'로, 오후에 발차하는 열차는 각각 새롭게 '아쓰다'(일본어: あつた)·'나니와'(일본어: なにわ)로 명명되었다. 나고야 선의 열차와 접속하지 않고 우에혼마치 역 - 우지야마다 역 구간을 매일 1왕복 운행하는 열차에 '이스즈'(일본어: いすず)라는 이름이 붙었다. 또한 메이한 구간의 소요 시간이 2시간 55분이 되고 한이 구간의 소요 시간이 2시간 1분으로 단축되어, 1945년 이전 수준까지 회복되었다.
- 1953년 4월 : '이스즈'라는 이름을 폐지하고 우에혼마치 역 - 우지야마다 역 구간과 이세나카가와 역 - 나고야 역 구간을 운행하는 특급이 각각 6왕복으로 증편되었다. 또한, 신궁 식년 천궁[2]에 대비해, 신형 차량인 2250계와 6421계가 투입되었다.
- 1955년 1월 : 우에혼마치 역 - 우지야마다 역 구간과 이세나카가와 역 - 나고야 역 구간의 특급이 각각 7왕복으로 증편되었다. '오와리'(일본어: おわり)와 '아스카'(일본어: あすか)(우에혼마치 역 출발 열차가 오와리, 나고야 역 출발 열차가 아스카로 각 3편)이라는 애칭이 새롭게 등장했다.

우에혼마치 발 마지막 특급의 이름은 오와리인데, 이 이름은 과거 나고야와 기후를 이르던 말인 오와리(일본어: 尾張)라는 뜻과, '마지막'이라는 뜻의 일본어 '오와리'(일본어: 終わり), 이 두 개의 뜻이 겹친 말이기도 하다.
- 1956년 12월 8일 : 우에혼마치 역 - 후세 역 구간에 오사카 선의 전차와 나라 선의 전차를 분리하는 형태로 복복선화가 완료된다.

같은 달 21일부터 나라 선에 투입된 신형 전동차인 800계 전동차를 사용하여 우에혼마치 역 - 나라 역 구간에서 '특급 요금이 필요하지 않은 특급'이 운행을 개시했다.
당시까지의 우에혼마치 역 - 후세 역 구간은 오사카 선과 나라 선이 선로를 같이 사용하였는데, 전신인 오사카 전기 궤도가 이 구간을 개통한 이래로 직류 600V로 전철화되어 있던 이 구간 내에서는, 직류 1500V 전철화에 대응하는 오사카 선의 차량은 속도와 가속 성능 면에서 크게 제약을 받고 있었다. 이 구간의 최고 속도가 시속 50km로 제한되어 있었기 때문에, 부족한 가속력을 보완하고자 오사카 선의 보통 열차는 쓰루하시 역과 후세 역 사이에 있던 이마자토 역을 통과하고 있었다. 또한 전후 복구에 따른 승객의 급증으로 인해 선로용량이 한계에 달하자, 운송력 증강과 운전속도 향상을 목적으로 복복선화 공사가 추진되었다.
또한, 나고야 선의 욧카이치역과 가와라마치 역 구간에 존재했던, 젠코지 커브라 불린 반경 100m의 급커브를, 선형의 개량 공사에 따른 욧카이치 역의 이전(국철 욧카이치 역에서 현재의 긴테쓰욧카이치 역으로)으로 없애(같은해 9월에 완성) 메이한 구간을 운행하는 특급의 소요 시간은 2시간 35분으로, 한이 구간을 운행하는 특급의 소요 시간은 1시간 54분으로 단축되었다.
이 당시 특급 열차의 정차역은 한이 구간의 특급이 쓰루하시 역(우에혼마치 행만 정차)·이세나카가와 역·야마다 역(우지야마다 행 열차만 정차. 지금의 이세시역)이었고 이세나카가와 역 - 나고야 역 구간에서는 특급이 무정차 운행을 했다.
- 1957년
  - 6월 : 오사카 선과 나고야 선의 특급열차 내에 냉방 장치가 설치되었다.
  - 10월 : 오사카 선의 특급열차 차내에 공중전화가 설치되어, 우에혼마치 역과 이세나카가와 역 사이에서 서비스를 개시했다.
- 1958년 7월 : 초대 비스타카라 불린 10000계 전차가 특급 열차 운행을 시작했다.
- 1959년 8월 : 미나미오사카 선의 오사카아베노바시 역 - 요시노 역 구간을 운행하는 쾌속 '가모시카'(일본어: かもしか)가 등장했다. 옛 이세덴의 모한 231형 전동차를 대폭 개조한 5820형 전차 4량 1편성이 전용 열차로 투입되었다.

### 메이한 구간의 직통 운행 시작부터 도카이도 신칸센의 개통까지
- 1959년

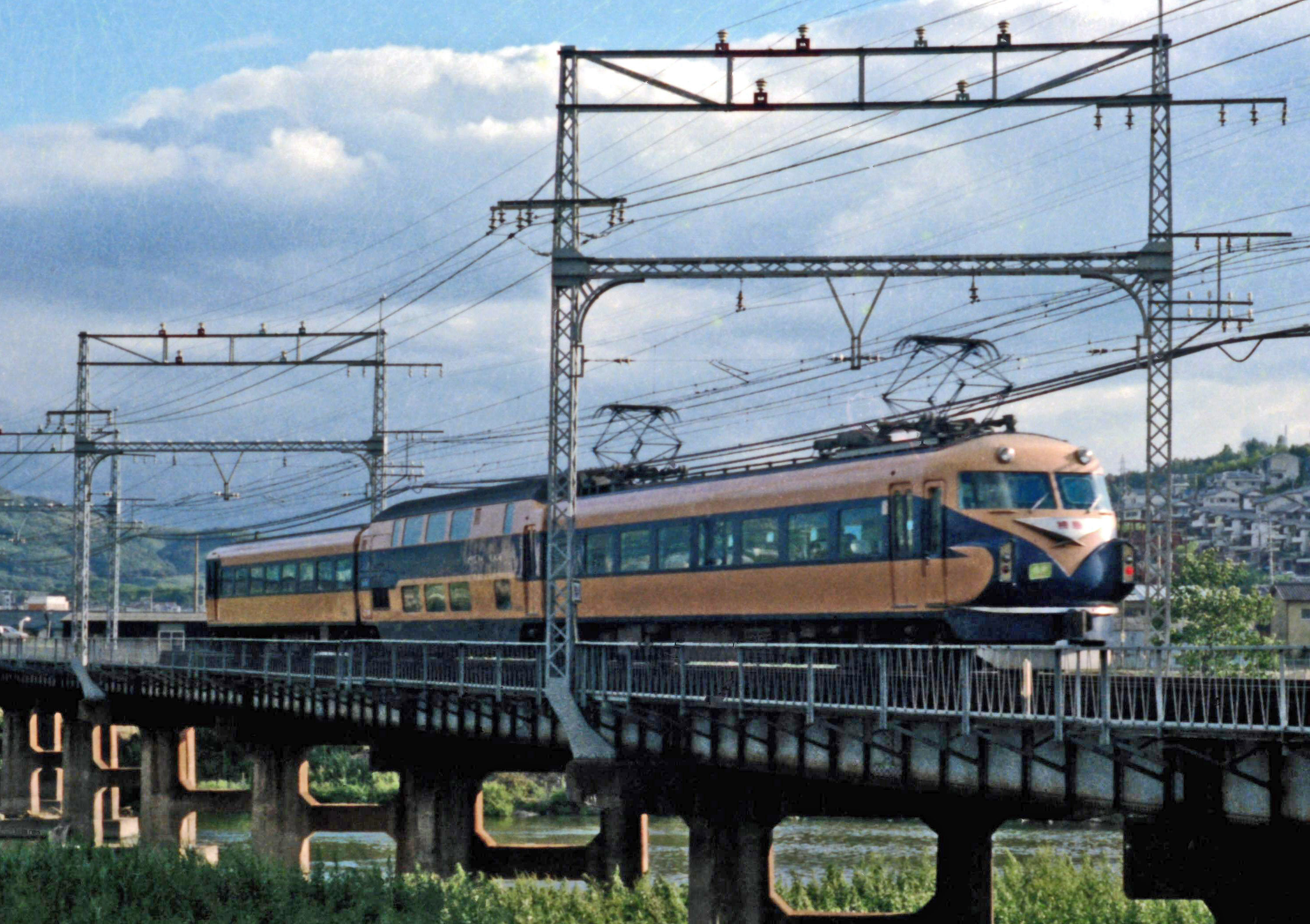
긴테쓰 10100계 전동차. '비스타카 II세'라는 별명이 붙은 이 차량은 메이한 구간의 직통 특급 열차로 운행을 시작했다. 당시 우에혼마치 역에서 나고야 역까지의 소요 시간은 나고야 행이 2시간 27분, 우에혼마치 행이 2시간 30분이었다.

  - 9월 26일 : 이세 만 태풍이 일본 주부 지방과 도카이 지방을 강타해, 긴테쓰 나고야 선의 아이치현 내의 거의 모든 구간에서 토사 유출이나 침수, 차량 수몰 등의 피해가 발생했다. 특히 구와나역 - 긴키닛폰카니에 역 구간은 약 2개월 간 침수된 채로 남아 있었다.

나고야 선은 메이한 구간의 직통 운행을 위해 1067mm에서 오사카 선과 같은 궤간인 1435mm로의 개궤가 예정되어 있었으며, 1960년 2월 완공을 목표로 1960년 1월부터 공사를 시작할 예정이었다. 그러나 복선 전환 공사가 진행되고 있던 기소가와 다리와 이비·나가라가와 다리의 피해가 거의 없었기 때문에, 사이키 이사무 당시 사장의 지시로 완공 시기를 앞당겨 1959년 11월 27일에 개궤가 완료되었다. 이에 따라 메이한 구간의 직통 운행이 가능해졌다.
- 12월 12일 : 메이한 특급(일본어: 名阪特急, 우에혼마치 역 - 나고야 역 구간 직통 특급)이 운행을 시작했다. 동시에 이 열차에 '2세대 비스타카'라는 이름이 붙은 10100계 전차가 투입되었다. 메이한 구간의 소요 시간은 긴키닛폰나고야 행이 2시간 27분, 우에혼마치 행이 2시간 30분이었다.

- 1960년
  - 1월 20일 : 메이한 특급이 안정적으로 운행에 들어감에 따라, 시간표가 백지(白紙) 개정되었다. '논스톱 특급'(일본어: ノンストップ特急)이라 불린 무정차 특급이 9왕복 운행하기 시작했다. 또 메이한 구간에 1왕복, 한이 구간에 5왕복, 그리고 새로이 등장한 긴키닛폰나고야 역 - 우지야마다 역 구간(이하 한이 구간)의 특급 5왕복이, 주요 역에 정차하는 준특급(일본어: 準特急)으로 운행하기 시작했다. 준특급의 정차역은 쓰루하시 역, 야마토야기 역, 이세나카가와 역, 쓰역, 긴키닛폰욧카이치 역, 구와나역, 마쓰사카역, 이세시 역(우지야마다 행 열차만 정차)이었다. 이에 따라 가쓰라기, 오와리라는 열차 이름은 사라졌다.
  - 2월 : 가모시카가 부정기 유료특급으로 격상되었다.
  - 3월 : 전용 발권기를 이용한 특급 열차 좌석 예약 시스템이 운용에 들어갔다. 이 단말기에는 열차표 발권 기능은 없었고, 예약한 좌석의 번호를 표시하는 정도였다. 창구의 직원에게 표시된 번호를 건네면 직원이 이를 표로 바꿔주는 방식이었다.
  - 9 - 12월경 : 여객 안내상의 열차 종별을 특급으로 통일했다. 이후로 새로운 특급 종별이 생기지는 않았지만, 회사 내부에서는 논스톱 특급을 갑특급(일본어: 甲特急)으로, 준특급을 을특급(일본어: 乙特急)으로 부르기 시작했다.
- 1961년
  - 3월 29일 : 이세나카가와 역에서 오사카 방향과 나고야 방향으로 각각 500m 정도의 지점에서 분기하는 삼각선이 설치되었다. (나카가와 연락선) 이에 따라, 메이한 갑특급은 이세나카가와 역에서 방향 전환을 위해 정차할 필요 없이 운행할 수 있게 되었다.
  - 4월 25일 : 오사카 순환선의 개통에 따라, 모든 특급 열차가 쓰루하시 역에 정차하게 되었다.[3]
  - 9월 21일 : 이 해 10월에 있었던 국철의 백지 시간표 개정(산로쿠토)를 앞두고, 산로쿠토에 대한 대책도 겸하여 시간표 개정을 실시했다. 메이한 갑특급의 경우, 메이한 구간의 소요 시간을 2시간 18분으로 단축했는데, 이는 전후 국철 초초의 준급 열차와 급행 열차를 크게 앞선 것이었고, 특급 고다마나 쓰바메·하토의 메이한 구간 소요 시간인 2시간 14분에 근접한 것이었다. 또 메이한 갑특급이 거의 매 시간마다 1편씩 운행하게 되었다. 또, 특급 가모시카가 특급 요금이 필요하지 않은 쾌속 열차로 다시 격하되었다. 이 때의 정차역은 가시하라진구 역, 쓰보사카야마 역, 요시노구치역, 시모이치구치 역, 야마토카미이치 역, 요시노진구 역이었다.
- 1963년
  - 3월 1일 : 다이어 개정으로 메이한 을특급도 나카가와 연락선을 경유하게 되었다(이후, 특급 열차의 차량 방향은 나고야 쪽이 정방향, 오사카 쪽이 역방향이 되었다.)
  - 9월 21일 : 3년만에 백지 시간표 개정이 시행되었다. 메이한 갑특급의 메이한 구간 소요 시간이 2시간 13분으로 단축되어, 국철의 특급 열차보다 빠르게 되었다. 또한 2왕복이 증편되어, 매 시간마다 1편씩 운행하게 되었다.
  - 10월 1일 : 지금의 긴테쓰 교토 선의 전신인 나라 전기 철도(일본어: 奈良電気鉄道, 이하 나라덴)가 긴테쓰에 합병되었다.

나라덴은 1928년 11월에 교토 역 - 야마토사이다이지 역 구간의 철도를 개통한 뒤, 1954년 10월부터는 긴테쓰 선에 직통 운행하여 교토 역 - 긴키닛폰나라 역(지금의 긴테쓰나라 역) 구간에서 특급 요금이 필요하지 않은 특급을 운행하고 있었다. 또 같은 해 1월부터는 교토 역 - 가시하라진구 역 구간의 특급도 운행하고 있었다. 이 두 특급 열차는 합병 이후 긴테쓰가 계속해서 운행하고 있다.

### 도카이도 신칸센의 개통과 특급 운행 정책의 대전환
- 1964년

도카이도 신칸센의 첫 번째 차량인 0계 전동차. 신칸센의 개통은 긴테쓰의 특급 열차 운행 정책의 큰 변화를 예고하는 신호탄이었다.

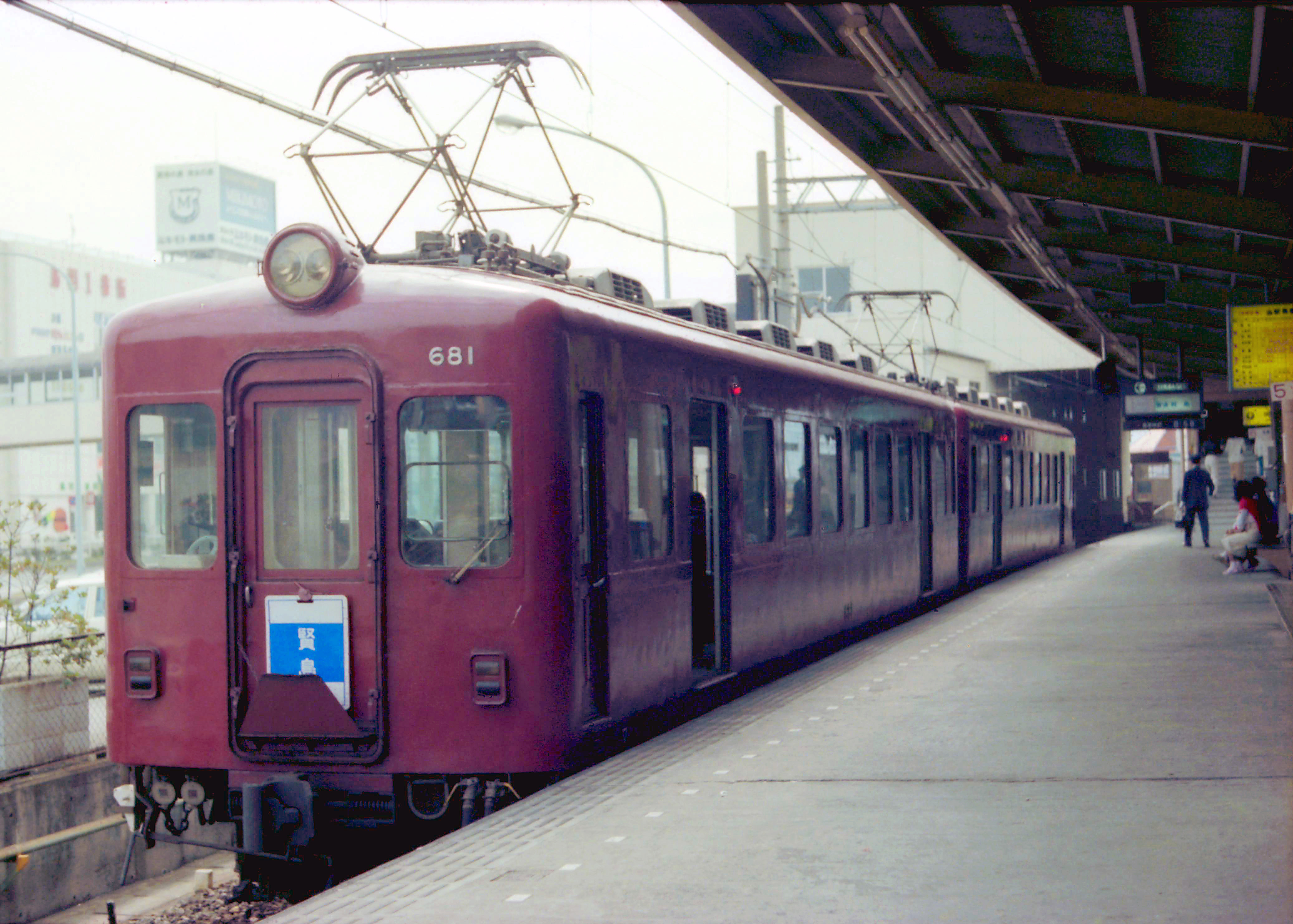
게이카시 특급으로 운행된 680계 전동차. 긴테쓰는 신칸센의 각 역에서 긴테쓰의 철도를 이용해 갈 수 있는 관광지로 가는 특급 열차를 다수 운행하여, 도쿄 등 먼 지방에서의 승객을 유치하고자 했다.

  - 10월 1일 : 도카이도 신칸센(일본어: 東海道新幹線)이 개통했다.

도카이도 신칸센의 열차 '히카리'가 메이한 구간을 1시간 31분에, 이듬해부터는 1시간 8분에 연결하자, 긴테쓰의 메이한 갑특급은 속도 면에서 압도적으로 밀리게 되었고, 이후 쇠퇴를 거듭하게 되었다. 한편, 신칸센이 개통하자 도쿄나 나고야, 오사카 등지에서 긴테쓰로의 접근성이 향상되었다. 이에 긴테쓰는 각지의 신칸센 환승역에서 이세시마나 나라, 요시노 등 관광지로 가는 특급 열차를 다수 운행하기 시작하여, 각지를 연결하는 다양한 특급이 등장하는 배경이 되었다.
신칸센의 개통과 동시에 교토 선과 가시하라 선을 경유해 교토역과 가시하라진구 역을 잇는 유료특급인 '게이카시 특급'(일본어: 京橿特急, 또는 '교토 특급'(일본어: 京都特急))이 6왕복 운행하기 시작했다. 차량은 옛 나라덴의 차량을 개조한 680계 전동차를 사용했다. 또, 가시하라 선과 오사카 선이 만나는 야마토야기 역에서는 게이카시 특급과 한이 을특급이 만나게 되어, 교토에서 이세시마로 가기가 편리해졌다. 그러나 국철이 운행하던 준급 '도바'(일본어: 鳥羽)가 환승할 필요가 없었기 때문에, 도바가 게이카시 특급 - 한이 을특급 환승보다 더 많이 이용되었다.
- 12월 1일 : 교토 역 - 나라 역 구간에 유료특급인 '게이나 특급'(일본어: 京奈特急)이 5왕복 운행하기 시작했다.

- 1965년
  - 3월 18일 : 미나미오사카 선과 요시노 선을 경유해 오사카아베노바시 역 - 요시노 역 구간을 연결하는 유료특급 '요시노 특급(일본어: 吉野特急)이 6왕복 운행하기 시작했다. 동시에, 쾌속 열차 가모시카가 운행을 중단했다. 정차역은 가시하라진구에키 역, 시모이치구치 역, 야마토'야기 역, 요시노진구 역이었다.

또, 메이한 을특급의 일부 열차와 한이 을특급의 일부 열차가 나바리 역 또는 사카키바라온센구치 역(사다 역에서 역명 개칭)에 정차하기 시작했다. 또, 요시노 특급과 만나던 게이카시 특급도, 가시하라진구마에 역에서 요시노 특급과 환승이 가능하도록 시간표를 개정, 게이나 특급이 1왕복 증편되었다.
그러나, 이렇게 많은 특급 열차를 운행한 결과 차량이 부족하게 되었다. 긴테쓰는 예비 차량이던, 냉방 장치가 없는 683계를 정기 특급 열차에 투입하는 한편, '예비 차량의 예비차'였던 세미 크로스시트를 갖춘 모 670형 전동차마저 투입하게 되었는데, 이 결과 같은 요금을 내고도 승객이 받게 되는 서비스의 질에 큰 차이가 생기게 되었다. 이에 긴테쓰는 18000계 전동차를 준비하여, 겨우겨우 게이카시 특급과 게이나 특급의 전용 차량으로 투입하게 되었다.
- 7월 15일 : 우에혼마치 역 - 유노야마 역(지금의 유노야마온센 역)구간에 2왕복, 나고야 역 - 유노야마 역 구간에 2왕복이 '유노야마 특급'(일본어: 湯の山特急)으로 운행을 시작했다. 유노야마 특급은 유노야마 온천·고자이쇼다케등 유수의 관광지인 유노야마로 가는 승객을 유치할 목적으로 설정된 열차였다. 긴테쓰 유노야마 선의 궤간이 762mm였기 때문에, 1964년 3월에 1,435mm로 궤간을 개궤하여 직통 특급을 운행할 수 있었다. 열차 시간표는, 당시 3왕복 운행하던 메이한 을특급 중 2왕복은 유노야마 특급으로, 1왕복은 한이 을특급과 메이이 을특급으로 바꾼 형태였다. 따라서, 1967년 5월까지는 메이한 을특급이 운행하지 않았다.
- 10월 1일 : '메이이 갑특급'(일본어: 名伊甲特急)이 신설되었다(우지야마다 행은 이세시 역에 정차했다).

- 1966년

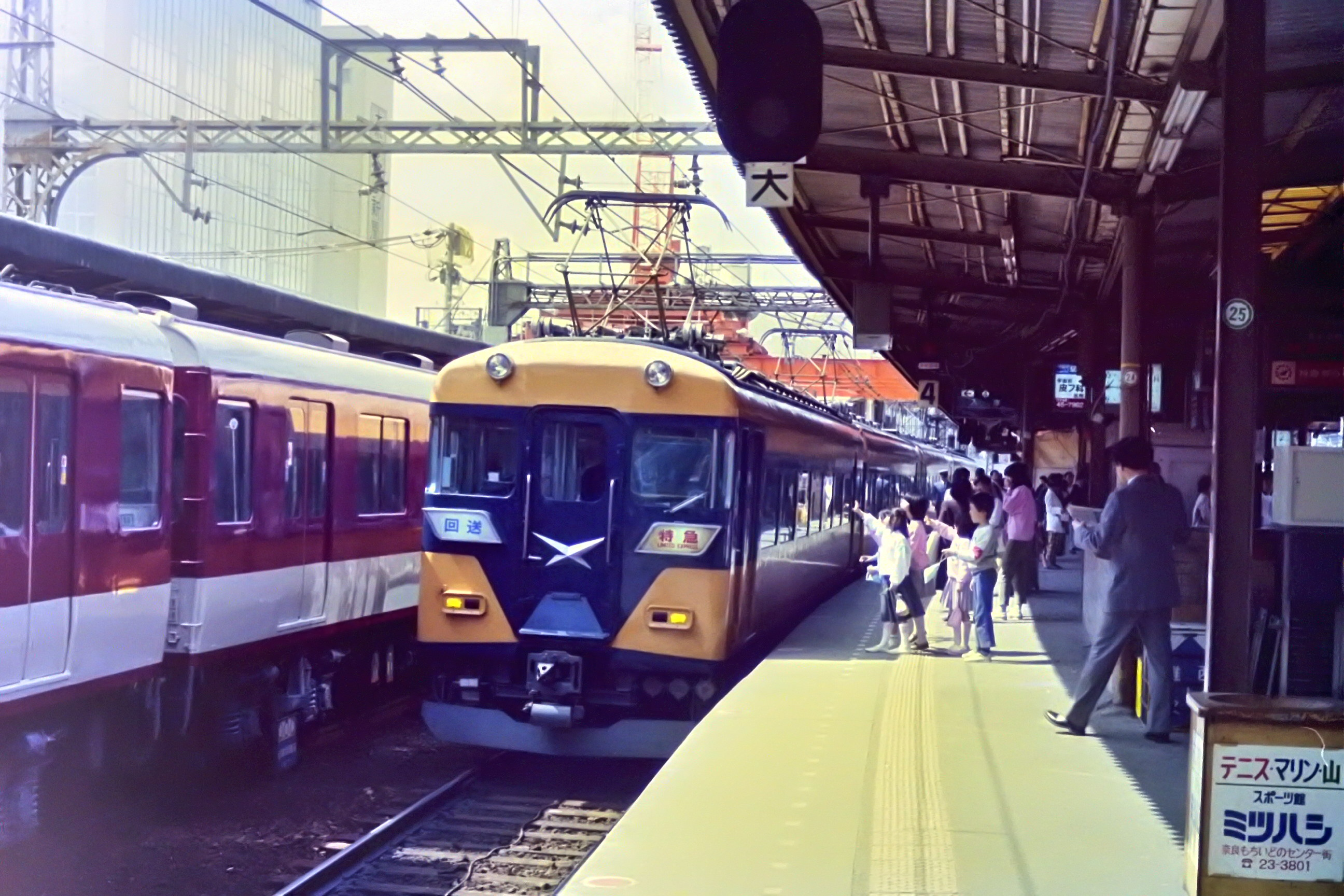
긴테쓰 18200계 전동차. 긴테쓰 최초의 복전압차인 이 차량의 등장으로, 교토와 이세시마를 연결하는 직통 특급 열차를 운행할 수 있게 되었다.

  - 1월 20일 특급 요금 제도를 삼각 표시법에서 거리제로 변경했다. 또 같은 역에서 30분 이내에 다른 특급 열차로 갈아탈 경우, 한 장의 특급권만으로도 탈 수 있도록 제도를 개정했다.
  - 12월 20일 : 교토 역 - 우지야마다 역 구간에 '게이이 특급'(일본어: 京伊特急)이 2왕복 신설되었다. 이에 따라 교토에서 이세시마까지 긴테쓰로도 한 번에 갈 수 있게 되었다. 당시 교토 선과 가시하라 선은 직류 600V, 오사카 선과 야마다 선은 직류 1500V의 가공전압을 사용하고 있었고, 선로별 차량 한계(교토 선과 가시하라 선에는 당시 대형 차량이 운행할 수 없었다)가 서로 달랐기 때문에, 서로 다른 전압 구간을 운행할 수 있는 차량(복전압차)인 18200계 전동차가 투입되었다. 한편 당시 가시하라 선 - 오사카 선 구간을 잇는 야마토야기 역 부근의 배선 관계상, 교토 방면에서 오는 열차는 '-(가시하라 선) 야마토니시구치 역에서 방향 전환 - 야기 역 구내에서 방향 전환 - (오사카 선)야기 역-' 순서로, 무려 두 번이나 방향 전환을 해야 했으며, 이세시마에서 오는 열차는 그 반대로 운행해야 했다. 정차역은 야마토사이다이지 역, 야마토야기 역, 이세나카가와 역, 마쓰사카 역, 이세시 역(우지야마다 행만 정차)이었다.
- 1967년
  - 6월 1일 : 밤 시간대에 운행하던 메이한 갑특급을 메이한 을특급으로 변경했다. 이에 따라 메이한 을특급의 운행이 재개되었다. 한편, 10100계 전동차 3량 편성에 TV를 설치한 이른바 'TV카'의 시험 운행이 시작되었으나, 실제 영업 운행은 하지 않았다.

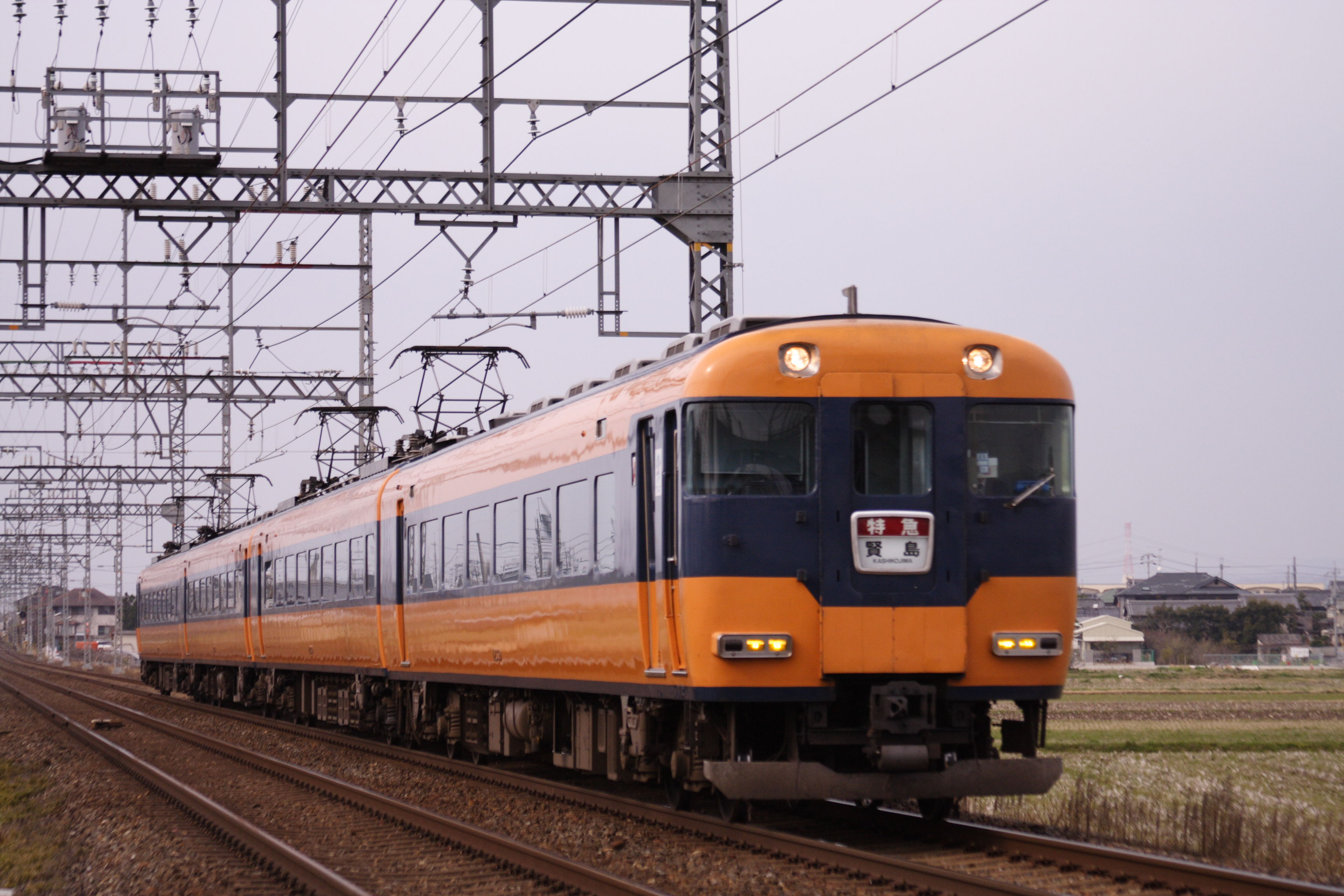
긴테쓰 12200계 전동차. '스낵카' 12000계의 양산형 모델인 이 차량은 주로 메이한 갑특급 등에 투입되었다.

- 12월 20일 : 가시하라 선의 니노구치 역 - 오사카 선의 야마토야기 역 구간에 연결선이 부설되어 게이이 특급이 방향을 전환하지 않고도 운행할 수 있게 되었다. 또한 '스낵카'라 불리기도 한, 스낵 코너를 갖춘 12000계 전동차가 등장해, 신칸센의 개통 이후 영업 부진이 계속된 메이한 갑특급 등에 투입되었으며, 비스타카 II세인 10100계의 일부 차량에도 스낵 코너가 설치되었다 또한 유노야마 특급은 우에혼마치 역 - 긴키닛폰욧카이치 역 구간과 긴키닛폰욧카이치 역 - 긴키닛폰나고야 역 구간에서 메이한 갑특급과, 게이이 특급은 야마토야기 역부터 이세 방면으로 한이 을특급과 연결해 운행하기 시작했다. 한이 갑특급이 주말에 운행하게 되었다. (정차역은 쓰루하시 역과 이세시 역이었다) 한이 을특급이 이가칸베 역에, 메이이 을특급이 시로코 역에 정차하기 시작했다. 우지야마다 행만 정차했던 이세시 역에 우지야마다 발 열차도 정차하기 시작했다.

이 '스낵카'가 도입된 이후, 긴테쓰의 특급 차량에는 이전까지의 회전식 크로스시트나 전환식 크로스시트를 대신해, 한 방향으로만 회전하는 회전 리클라이닝 시트가 표준으로 설치되어, 접객 설비의 상향 평준화를 실현했다.

### 오사카 만국 박람회와 난바 선·도바 선의 개통
- 1970년 : 이 해 3월 15일부터 9월 13일까지, 오사카부 스이타시에서 일본 만국 박람회(이하 만박)가 개최되었는데, 긴테쓰는 만박 방문객을 나라와 요시노, 이세시마 등의 관광지로 유치하기 위해 만박 전년도인 1969년부터 신형 차량을 투입하고 새로운 노선을 개통했으며, 선로의 전압을 높이고 특급 열차를 증편하는 등 다양한 대책을 내놓았다. 아래에서 그 대책들을 시간 순서대로 기술한다.

- 1969년

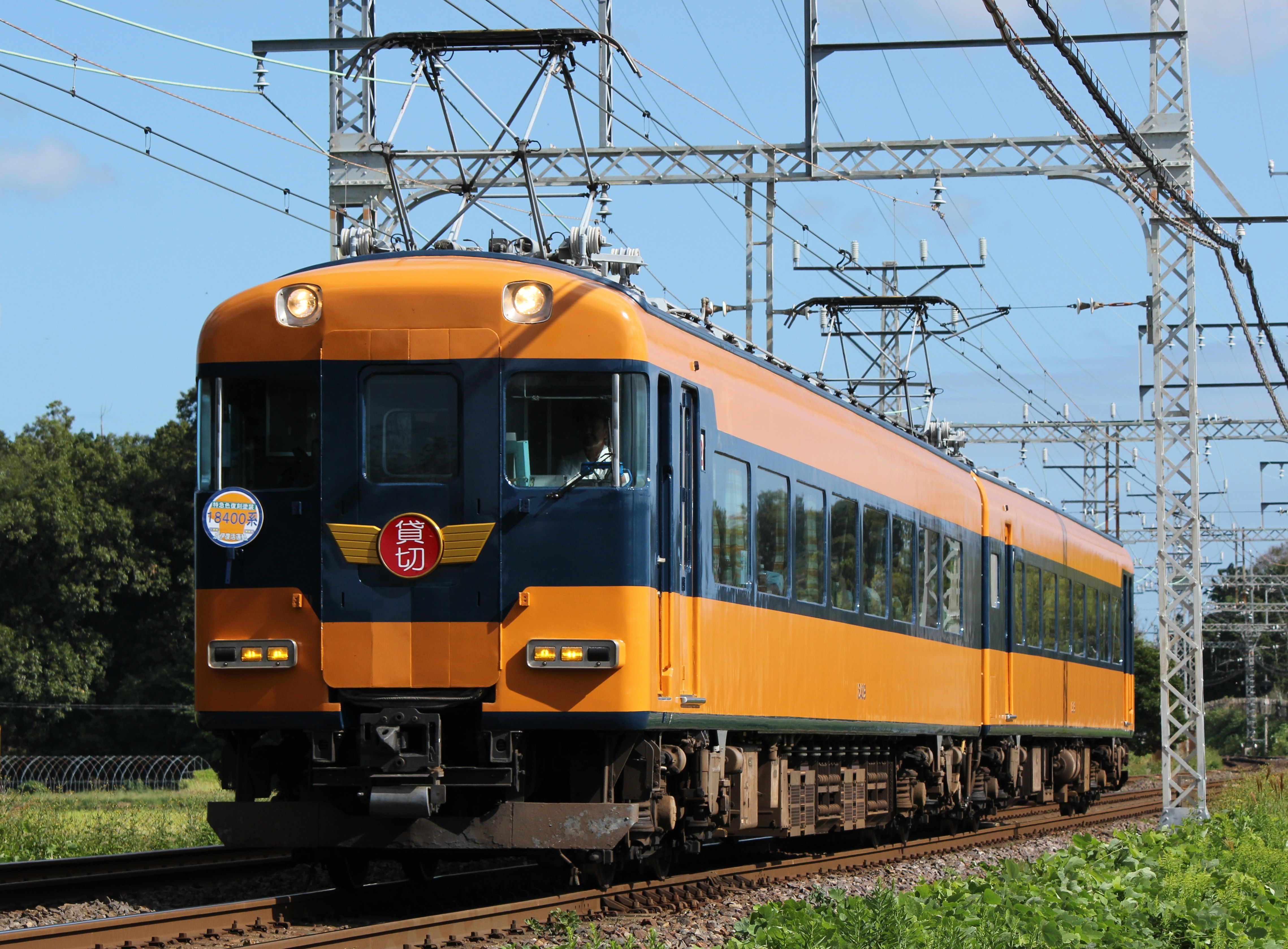
긴테쓰 18400계 전동차. 가시하라 선의 선로 한계로 인해, 가시하라 선에서는 '스낵카'인 12200계 전동차를 운행할 수 없었다. 이에 긴테쓰는 12200계의 설비를 모두 갖추면서 차량의 크기만 줄인 18400계를 투입했다. 작은 크기로 인해 18400계는 '미니 스낵카'라 불렸다.

  - 9월 21일 : 나라 선·교토 선·가시하라 선의 가선 전압을 기존의 직류 600V에서 오사카 선의 1500V로 높였다. 다만, 가시하라 선의 궤도 중심간 너비나 차량 한계, 건축한계 확대 공사는, 공사 부지 내에서 발견된 유적의 발굴 조사에 오랜 시간이 걸렸기 때문에 만박 개최 이전에 완료할 수 없다는 것이 명확해졌다. (실제 공사 완료는 1973년 9월 20일이었다). 이 때문에 긴테쓰는 오사카 선과 나고야 선에서 '스낵카'의 양산형 모델인 12200계 전동차의 증비를 진행하는 한편, 1200계가 운행하지 않는 교토 선과 가시하라 선의 특급용 차량으로써, 12200계에 준하는 접객 설비를 갖추고 차체 폭을 줄인 18400계 전동차를 '미니 스낵카'라는 이름으로 투입하게 되었다.
  - 12월 9일 : 나라 선 아부라사카 역 - 나라 역 구간에, 다이키가 이 구간을 개통했을 때부터 있었던 병용 궤도 구간을 없애고 나라 역을 지하화했다. 동시에 아부라사카 역은 폐역이 되었다. 이에 따라 운전 최고 속도를 큰 폭으로 높였고, 열차의 편성 증강에 기여했다.
  - 12월 15일 : 도바 선의 우지야마다 역 - 이스즈가와 역 구간이 개통되었다. 우에혼마치 역 - 이스즈가와 역 구간에서 8량 1편성의 특급 열차가 운행을 시작했다. 우지야마다 착발 일부 열차가 이스즈가와 역까지 연장 운행하였다.
- 1970년
  - 3월 1일 : 도바 선이 완전 개통되었다. 또한 동시에 긴테쓰 시마 선이 1,067mm에서 1,435mm로 개궤된다. 또 우에혼마치 역, 교토 역, 긴테쓰나라 역, 긴테쓰나고야 역에서 각각 가시코지마 역으로 가는 특급 열차가 운행하기 시작했다.(이 중 긴테쓰나라 역과 가시코지마 역을 잇는 특급 열차를 나이 특급(일본어: 奈伊特急)이라 부른다.)

시마 선은, 쇼센 산구선이 1911년 7월 도바 역까지 연장 개통된 후, 도바에서 시마반도로 가는 여객과 화물의 수송을 위해 시마 전기 철도(일본어: 志摩電気鉄道, 이하 시마덴)가 1929년 7월에 개통한 것으로, 도바 역과 가시코지마 역 구간의 화객(貨客) 노선과 가시코지마 역과 신슈코 역 구간의 화물선으로 구성되어 있었다. 당시에는 산구선에 직통하는 열차를 운행하기 위해, 산구선과 같은 궤간인 1067mm로 철도가 부설되었다. 1940년 시마덴은 산큐의 자회사가 되었고, 1944년에는 미에 현 내의 중소 사철이 통합되어 미에 교통(일본어: 三重交通)의 노선이 되었다. 1964년에는 미에 전기 철도(일본어: 三重電気鉄道)의 노선이 되었다가, 1965년 4월에 긴테쓰에 합병되어 긴테쓰 시마 선이 되었다. 긴테쓰 도바 선이 개통되기 이전에는 긴테쓰의 어떠한 노선과도 연결되지 않는 이른바 '고립 노선'이었다.
긴테쓰는 이세시마의 관광지 개발을 적극 진행하고 있었으며, 당시 긴테쓰 철도의 종점역이었던 우지야마다 역의 1번 플랫폼을, 플랫폼 바로 옆에 버스가 정차할 수 있도록 개조하여, 1961년 4월부터 미에 교통과 긴테쓰가 공동으로 출자해 세워진 미에 급행(일본어: 三重急行)의 가시코지마 행 특급 버스가 긴테쓰의 특급 열차와 연결될 수 있도록 하였다. 그러나 국철 산구선과의 경쟁에서 승리하기 위해서는 가시코지마까지 직접 특급을 운행할 필요가 있다고 생각한 긴테쓰는 1968년 5월부터 도바 선의 공사를 시작했다. 동시에 시마 선의 개궤 공사가 시작되어, 1969년 12월부터 시마 선에서는 열차가 운휴하고 버스로 대체 운송을 실시하고 있었다.
  - 3월 15일 : 긴테쓰 난바 선이 개통했다. 이에 따라 오사카 남부의 중심가인 난바에 개업한 긴테쓰난바 역까지 특급 열차가 운행하기 시작했다. 이에 따라 우에혼마치 역에서 난바 역 까지의 이동 시간이 기존의 30분에서 3분으로 크게 단축되었다.

다이키가 나라 선을 개통할 때부터 철도를 난바까지 연장하려는 계획이 있었으나, 당시 오사카시는 '시 지역의 교통은 오사카 시가 일괄적으로 운영한다'라는 이른바 시영 먼로 주의를 채택하고 있었기 때문에, 난바로의 연장이 늦어지게 되었다.
  - 3월 21일 : 상술한 난바 선과 도바 선의 개통 그리고 시마 선의 개궤에 따라 시간표 개정이 이루어졌다. 메이한 갑특급의 모든 열차와 메이한 을특급, 한이 갑특급, 한이 을특급의 일부 열차가 난바 역까지 연장 운행하기 시작했다. 이 때, 한이 갑특급과 메이이 갑특급에 펄(영어: pearls, 일본어: パールズ, 진주)이라는 이름이 붙었다. 이에 따라, 약 10년 만에 열차 이름이 재등장했다.[5] 요시노 특급의 일부 열차가 다카다시 역에 정차하게 되었고, 한이 갑특급과 메이이 갑특급이 이세시역을 통과하게 되었다. 동시에 메인 프레임(범용 컴퓨터)을 사용한 특급 열차 좌석 예약 시스템이 가동을 시작했다. (단 10000계 차량을 사용한 특급 열차는 좌석 예약을 할 수 없었다.) 또한 예약 단말기에서도 특급권을 발권할 수 있게 되었다.

### 오사카 만박 이후의 움직임과 특급 열차망의 완성
- 1971년
  - 5월 : 초대 비스타카인 10000계 전동차가 퇴역했다. 10000계는 시험 차량의 성격이 강했고, 특급 좌석 예약 시스템에 대응하지 않았기 때문에 등장한지 13년만에 폐차되었다.[6]
  - 10월 25일 : 오사카 선 가키우치 신호장 부근에서 특급 열차끼리의 정면 충돌 사고가 발생했다. 25명이 사망하고 220명 이상이 부상을 당한 대참사였다(긴테쓰 오사카 선 열차 충돌 사고 참조). 이 사고는 오사카 선 전 구간 복선화의 계기가 되었다.
  - 12월 8일 : 긴테쓰욧카이치 역의 고가화 공사로 인해 유노야마 특급이 우에혼마치 역과 나고야 역으로의 직통 운행을 중지하고 유노야마 선 내에서만 운행하게 되었다.

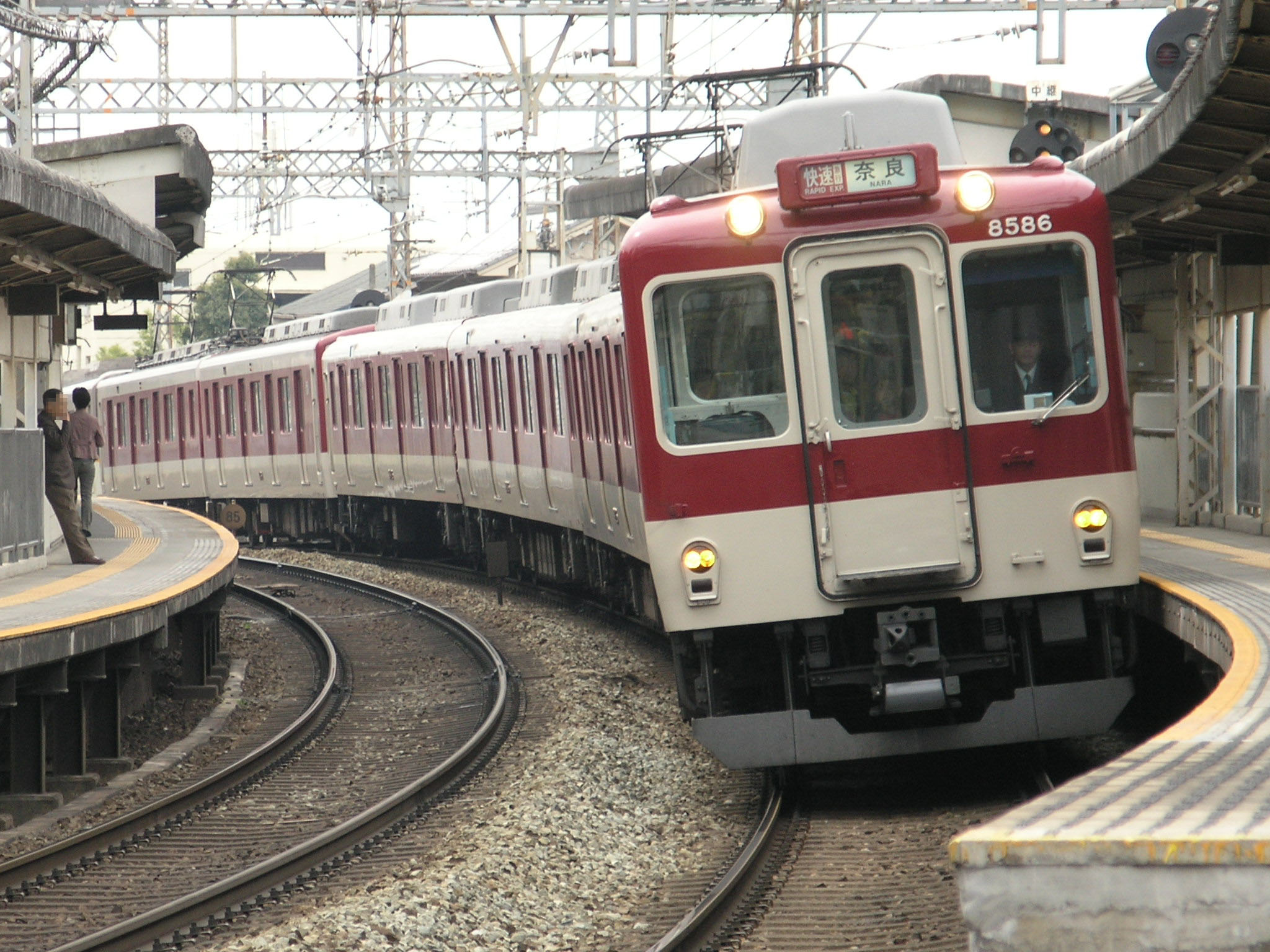
히라오카역을 통과하는 나라 선의 8000계 쾌속급행. 원래 나라 선의 쾌속급행은 추가 요금이 필요 없던 특급이었다. 이후 오사카와 나라를 잇는 특급은 유료 특급으로 등장해 지금까지 이어지고 있다.

- 1972년 11월 7일 : 1956년에 등장한 나라 선의, 특급 요금이 필요하지 않은 특급(난바 역 - 긴테쓰나라 역 구간)이 정차역을 2개 더하여 쾌속급행으로 열차 종별이 격하되었다. 나라 역 - 가시코지마 역 구간에서 운행하던 나이 특급이 운행을 중단하고 게이이 특급에 흡수되었다. 나고야 선 전 구간의 복선화 공사가 완료되었다(나카가와 연결선 구모이가와 분기점 - 이세나카가와 역 구간의 복선화에 의한 공사였다).
- 1973년
  - 3월 1일 : 난바 역 - 교토 역 구간에 특급 열차가 3왕복 등장했다. ('한케이 특급'(일본어: 阪京特急)) 나라 선의 후세 역 - 야마토사이다이지 역 구간에서는 최초의 유료특급이었다. 한편 게이나 특급의 모든 열차가 나라 역까지 연장 운행하게 되었다.
  - 7월 : 한이 을특급과 게이이 특급이 서로 연결되어 운행하는 구간 중 야마토야기 역 - 도바 역 구간에서 최대 10량 편성으로 증강되었다. 또한 나고야 선 내의 일부 특급 열차가 8량 1편성으로 운행을 시작했다.
  - 9월 21일 : 난바 역 - 나라 역 구간에 특급 열차가 4왕복 등장했다. ('한나 특급'(일본어: 阪奈特急)) 동시에 가시하라 선의 궤도 중심간 너비 확장 공사와 차량 한계·건축한계 확대 공사에 따라, 교토 선과 가시하라 선에도 모든 종류의 특급 차량이 운행할 수 있게 되었다. (단 궤간이 서로 다른 요시노 특급용 차량은 제외한다.)
- 1974년
  - 7월 20일 : 운임 개정에 따라, 운임 계산 방식이 구간제에서 거리제로 바뀌었다. 동시에 특급 요금도 개정되었다.
  - 9월 20일 : 유노야마 특급이 우에혼마치 역과 나고야 역으로의 직통 운행을 재개했다.
- 1975년
  - 4월 : 산요 신칸센의 하카타역 연장 공사가 완료되어, 서일본 지역의 관광객을 유치하기 위해 긴테쓰 단독 제공 텔레비전 여행 프로그램인 진주의 작은 상자가 도카이도·산요 신칸센 주변의 JNN 계열 방송국을 통해서 방송을 시작했다. 또한, 도심에 있는 신칸센 정차역에도 긴테쓰의 옥외 광고가 설치되었다. '진주의 작은 상자'는 2004년 3월 종영했고, 동시에 옥외 광고도 철거되었다.
  - 11월 23일 : 신아오야마 터널의 개통에 따라 오사카 선의 전 구간 복선화 공사가 완료되었다. 같은해 12월 20일에는 도바 선의 복선화 공사도 완료되었다.
- 1976년 3월 18일 : 오사카 선과 도바 선의 전 구간 복선화에 따라 시간표 개정이 이루어졌다. 한이 특급을 중심으로 운행 속도의 증가와 열차 증편이 이루어졌다. 메이한 특급은 갑특급과 을특급 모두 운행 횟수가 줄어들었고, 1977년까지는 하루 종일 2량 편성으로 운행하게 되었다. (차량은 한나 특급의 열차와 공용했으며, 18200계와 18400계가 모두 투입되었다.) 메이한 을특급이 원칙적으로 우에혼마치 역 착발에서 난바 역 착발로 변경되었으며, 메이한 갑특급은 매시 정각 출발, 메이한 을특급은 매시 30분 출발로 통일되었다. 또한 한이 을특급과 게이이 특급의 중련 운행이 폐지되고, 모든 열차가 단독 운행하게 되었다. 오사카 선과 야마다 선, 도바 선에서 10량 1편성 운행이 폐지되었다. 게이이 특급이 이세나카가와 역과 이스즈가와 역을 통과하고, 메이한 을특급과 한이 을특급의 모든 열차가 나바리 역에, 메이한 을특급과 메이이 을특급의 모든 열차가 시로코 역에 정차하게 되었다.

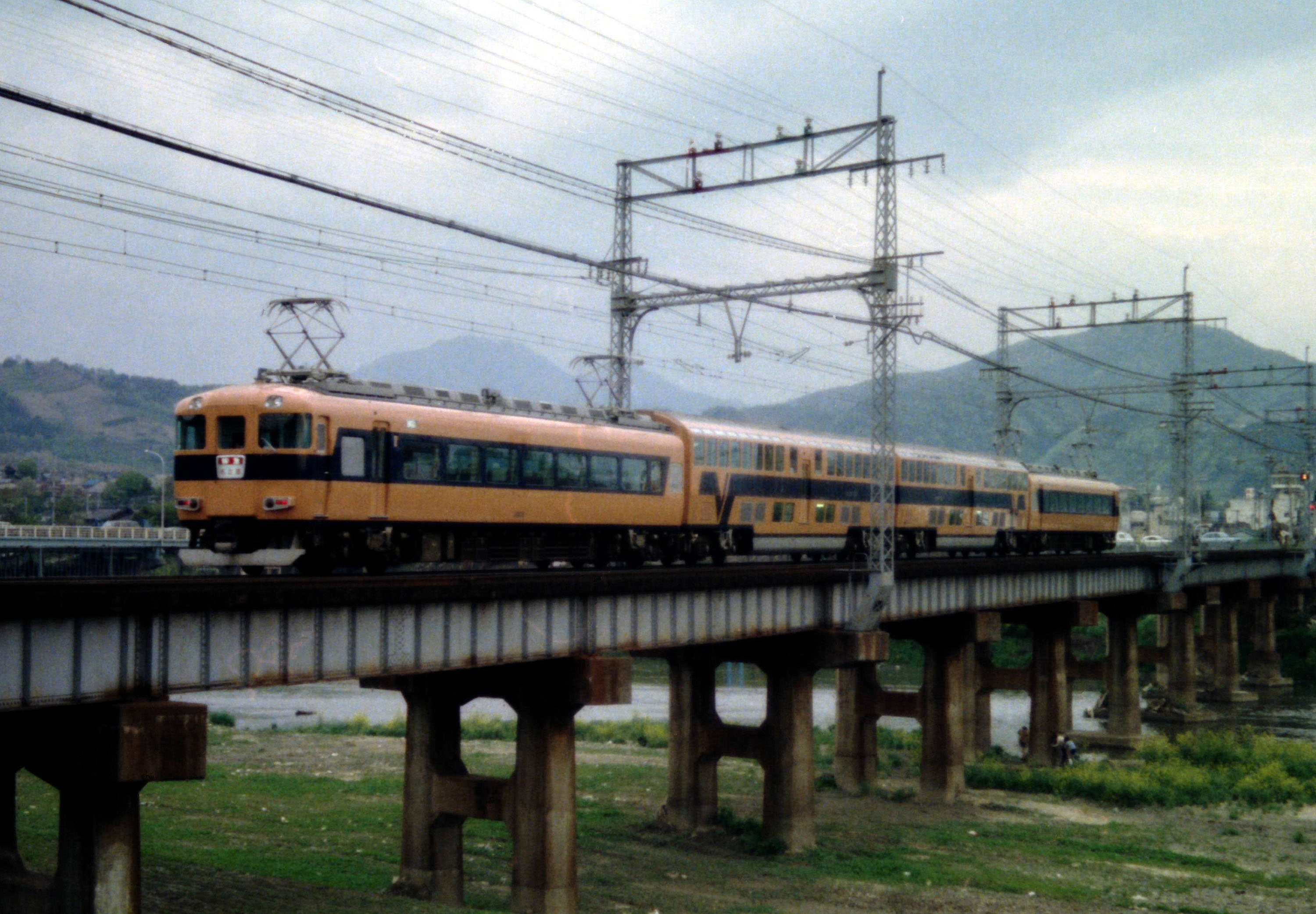
긴테쓰 30000계 전동차. '비스타카 III세'라는 별명이 있는 이 차량은 이후 두 번의 리뉴얼을 거쳤다.

- 1978년 12월 : '비스타카 III세'라고 불린 30000계 전동차가 등장하였다.
- 1979년
  - 3월 15일 : 메이이 을특급의 일부 열차가 히사이 역에 정차하기 시작했다.
  - 7월 : 비스타카 II세인 10100계가 영업 운행을 마쳤다. 또한 같은달부터 교토 선과 가시하라 선에서는 특급에 한해서 최대 6량 1편성 운행이 가능하게 되었다.
- 1980년
  - 3월 18일 : 1976년부터 국철의 노사 갈등이 격화하고 운임 인상이 이어지자, 메이한 구간에서 신칸센과 메이한 특급의 운임 격차가 크게 벌어졌고, 따라서 메이한 특급의 이용객이 크게 늘었다. 이에 긴테쓰는 시간표를 개정해 갑특급과 을특급 모든 열차를 증편했다. 아침에 운행하는 한나 특급 1편이 야마토사이다이지 역 - 난바 역 구간에서 10량 1편성 운행을 시작했고, 이후 나라 역 - 난바 역 구간으로 운행 구간이 확대되었다. 또 요시노 특급의 모든 열차가 다카다시 역에 정차하고, 유노야마 특급과 메이한 을특급을 서로 시간표 대응이 없게 변경하여, 메이한 을특급의 모든 열차가 나바리 역과 시로코 역을 통과하게 되었다. 이에 따라 메이한 을특급은 난바 역 착발로, 유노야마 특급은 우에혼마치 역 착발로 바뀌었다.

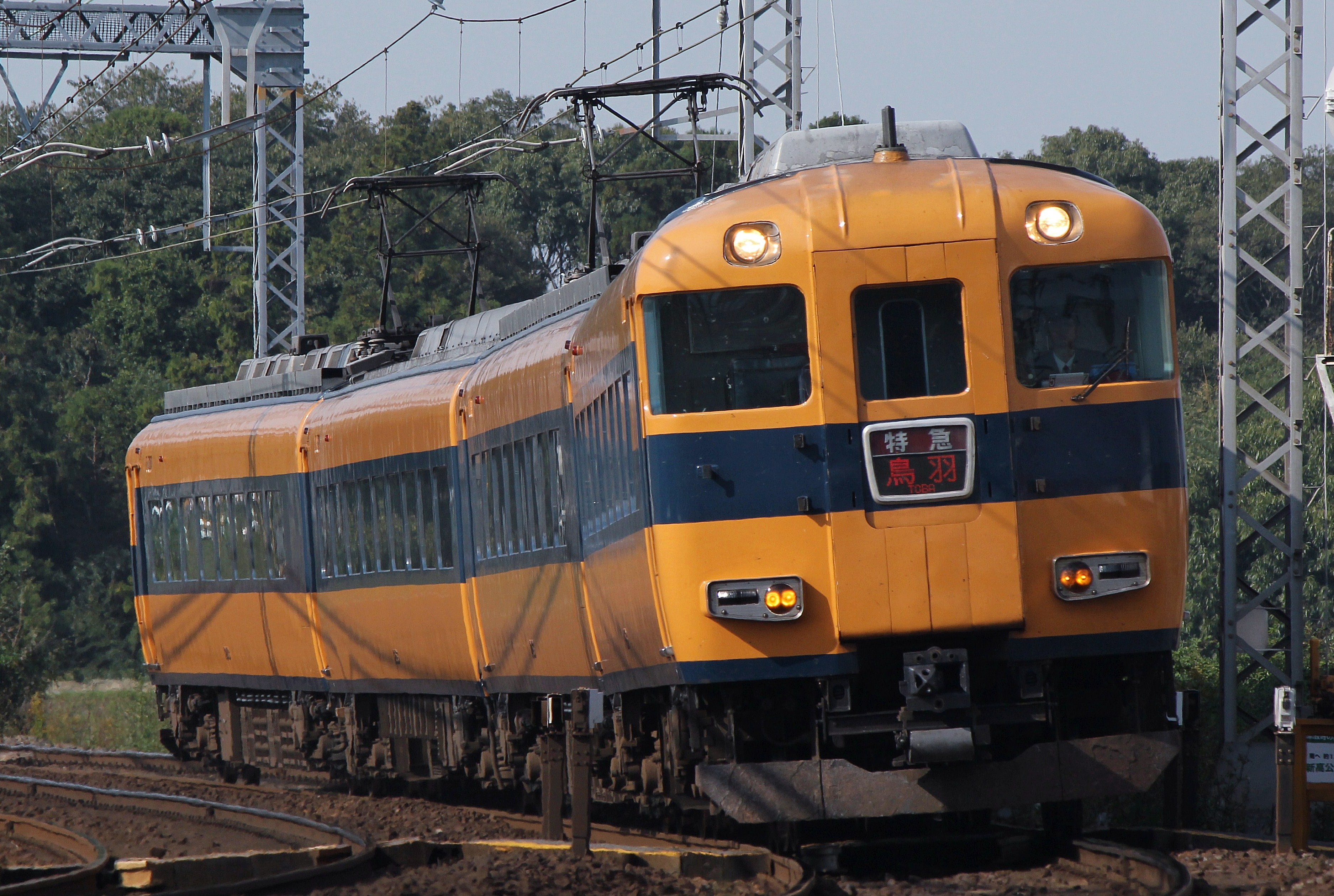
긴테쓰 12410계 전동차. 이 열차는 메이한 갑특급의 전용 차량으로 등장했으나, 어번 라이너 시리즈의 등장으로 현재는 주로 도바로 가는 특급 열차에 사용되고 있다.

- 7월 : 메이한 갑특급 전용 차량으로 3량 고정 편성인 12410계 전동차가 새로 투입되었다.

- 1981년 12월 31일 : 12월 31일에 출발해 1월 1일에 도착하는 임시특급인 '에쓰넨 호'(일본어: 越年号, 현재는 종야 임시특급의 애칭이 폐지되었다)가 오사카 선과 야마다 선, 도바 선에서 10량 1편성으로 운행하기 시작했다. 운행 구간은 긴테쓰난바 역 - 이스즈가와 역 구간이었다.

우에혼마치 역 착발이 아니었던 것은 당시 우에혼마치 역이 10량 편성의 열차가 정차할 수 없었기 때문이었다. 우에혼마치 역에서도 10량 편성의 열차가 정차할 수 있게 된 것은 1985년부터였다.
- 1983년 3월 18일 : 유노야마 특급이 우에혼마치 역 착발에서 난바 역 착발로 바뀌었다. 동시에 메이한 을특급과의 중련 운행을 재개했다. 긴테쓰욧카이치 역의 배선 관계상, 중련 운행 구간은 난바 역 - 시로코 역 구간이었다. 한편 나고야 역에서 출발하는 유노야마 특급이 폐지되었다. (나고야 행은 1997년까지 운행했다.) 열차 내 금연석이 설치되어, 1호차의 1번석부터 32번석까지가 금연석으로 지정되었다. 이후 1호차 전체로 금연석이 확대되었다.
- 1987년 2월 : 특급 좌석 예약 시스템을 온라인 승차권 발행 시스템과 기획 여행 시스템을 합친 종합적인 시스템 'ASKA 시스템'으로 재편했다.

### 신형 차량의 도입과 특급 열차망의 변화

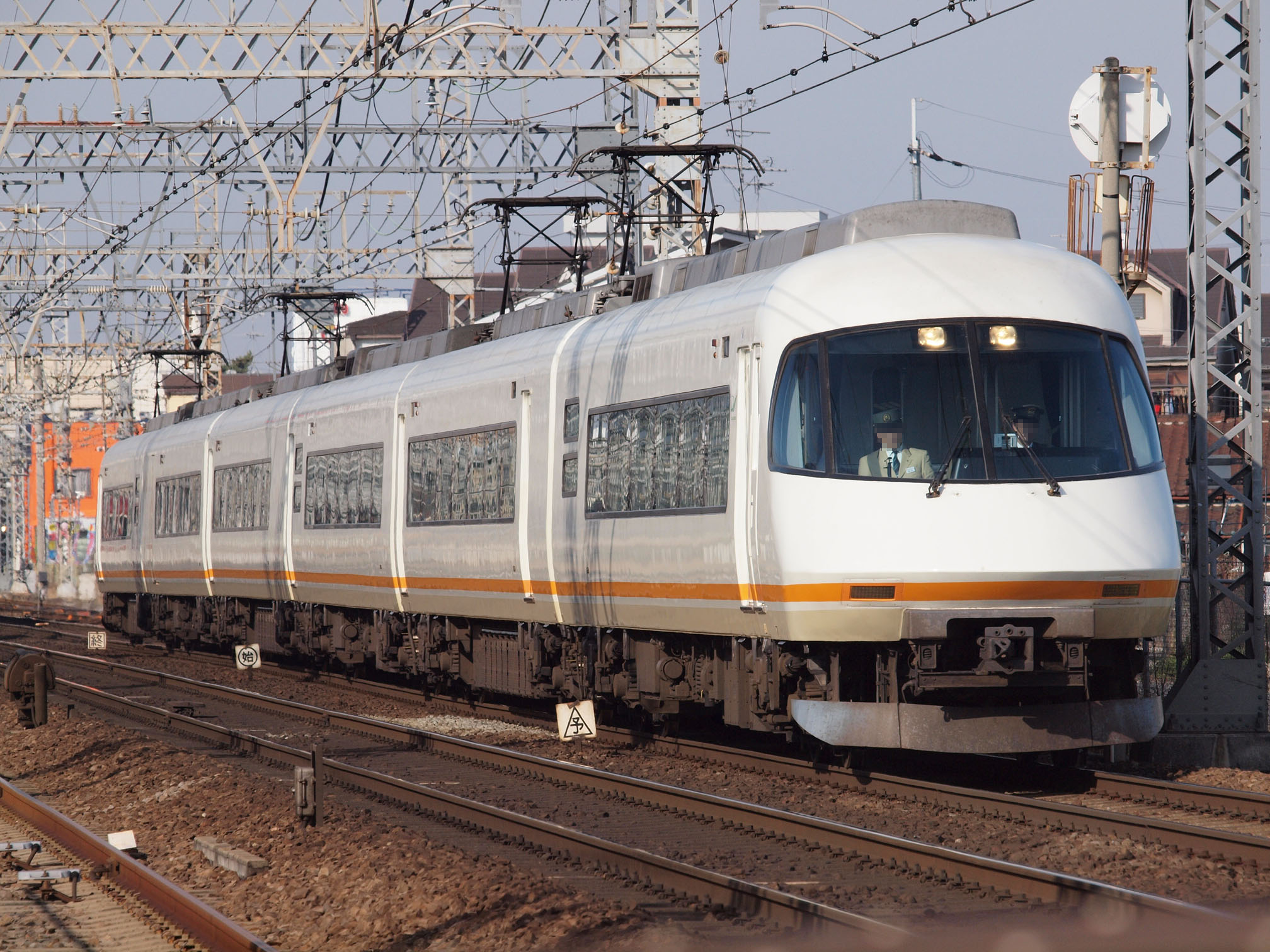
긴테쓰 21000계 전동차 '어반 라이너'. 사진은 개조 후의 어반 라이너 plus이다.

- 1988년 3월 18일 : '어반 라이너'라는 이름이 붙은 6량 1편성의 21000계 전동차가 영업 운전을 시작했다.

운송 시간 면에서 우위에 있던 메이한 특급은 도카이도 신칸센의 개통으로 많은 승객을 잃었다. 결국 2량에서 3량 정도의 적은 차량으로 운행하던 메이한 특급은 1970년대 후반에 본격화된 국철의 잦은 노사 분규나 연이은 운임 인상 등의 도움을 받아 다시 많은 승객을 되찾을 수 있었다. 1985년경에는 메이한 특급에 투입되는 차량이 주로 4량에서 6량 편성이 될 정도로 승객이 늘어난 상태였다. 1987년 4월 국철이 JR 그룹으로 민영화되고, 고도 경제 성장 시기의 흐름을 따라, 긴테쓰는 더욱 많은 승객을 유치하기 위해 이전까지와는 완전히 다른 디자인의 차량을 내놓기로 하였다. 이러한 배경에서 등장한 것이 21000계 어반 라이너였다.
동시에 긴테쓰는 특급 열차의 운행 최고 속도를 시속 110km에서 시속 120km로 올렸고, 이에 따라 메이한 구간의 소요 시간이 약 10분 단축되었다. 난바 역 - 나고야 역 구간의 소요 시간이 최단 2시간 5분, 쓰루하시 역 - 나고야 역 구간의 소요 시가이 최단 1시간 59분으로, 메이한 구간의 소요 시간이 2시간 이하로 줄게 되었다.
한편 한이 을특급의 일부 열차가 후세 역에 정차하게 되었고, 시마 선의 일부 역이 플랫폼 확장 공사를 진행해 8량 편성의 열차가 운행할 수 있게 되었다.
- 1989년 5월 18일 : 요시노 특급이 요시노구치역에 정차하기 시작했다.

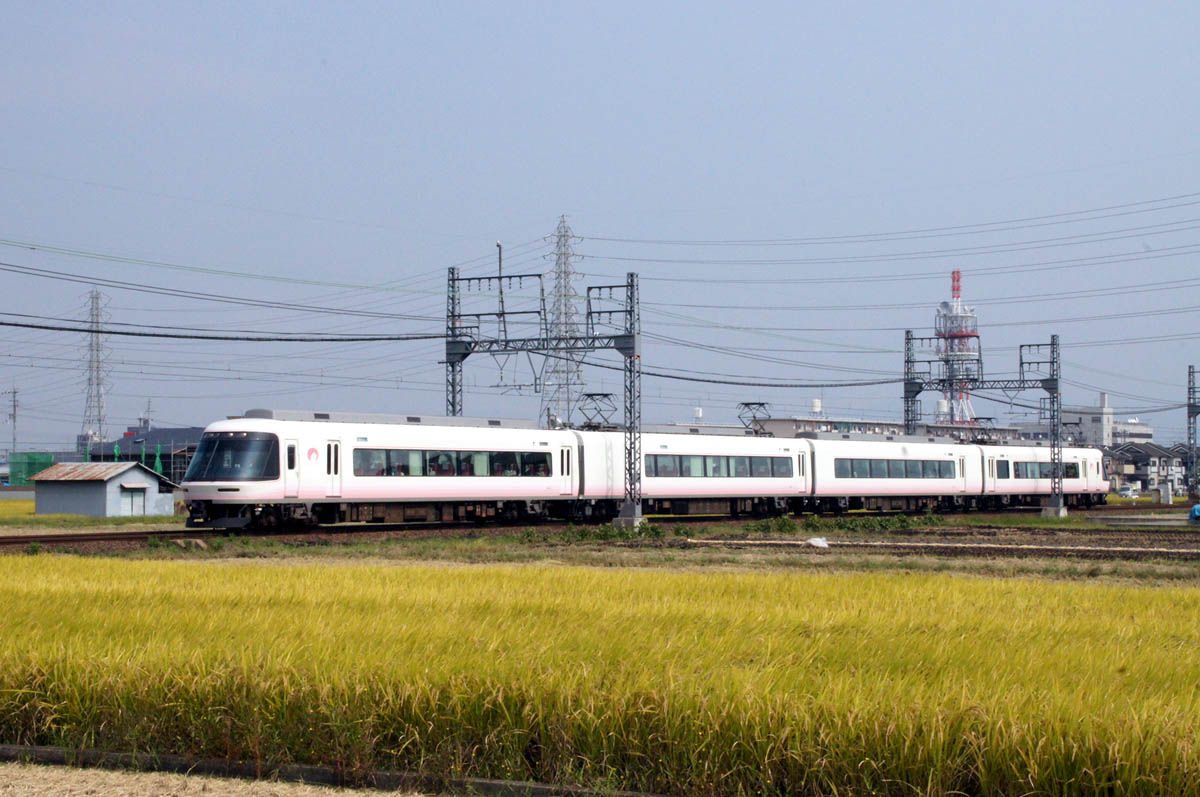
요시노 특급에 새로 투입된 26000계 전동차. 이 열차의 별명은 '사쿠라 라이너'이다.

- 1990년 3월 15일 : 메이한 갑특급의 모든 열차가 21000계로 운행하게 되었다. 동시에 메이이 갑특급 1왕복에도 21000계가 투입되었다. 요시노 특급에도 신형 차량인 '사쿠라 라이너' 즉 '26000계 전동차'가 등장했다. 메이한 갑특급의 일부 열차가 야마토야기 역과 쓰역에, 한이 을특급의 일부 열차가 기쿄가오카 역에, 요시노 특급의 모든 열차가 아스카 역과 쓰보사카야마 역에 정차하기 시작했다.

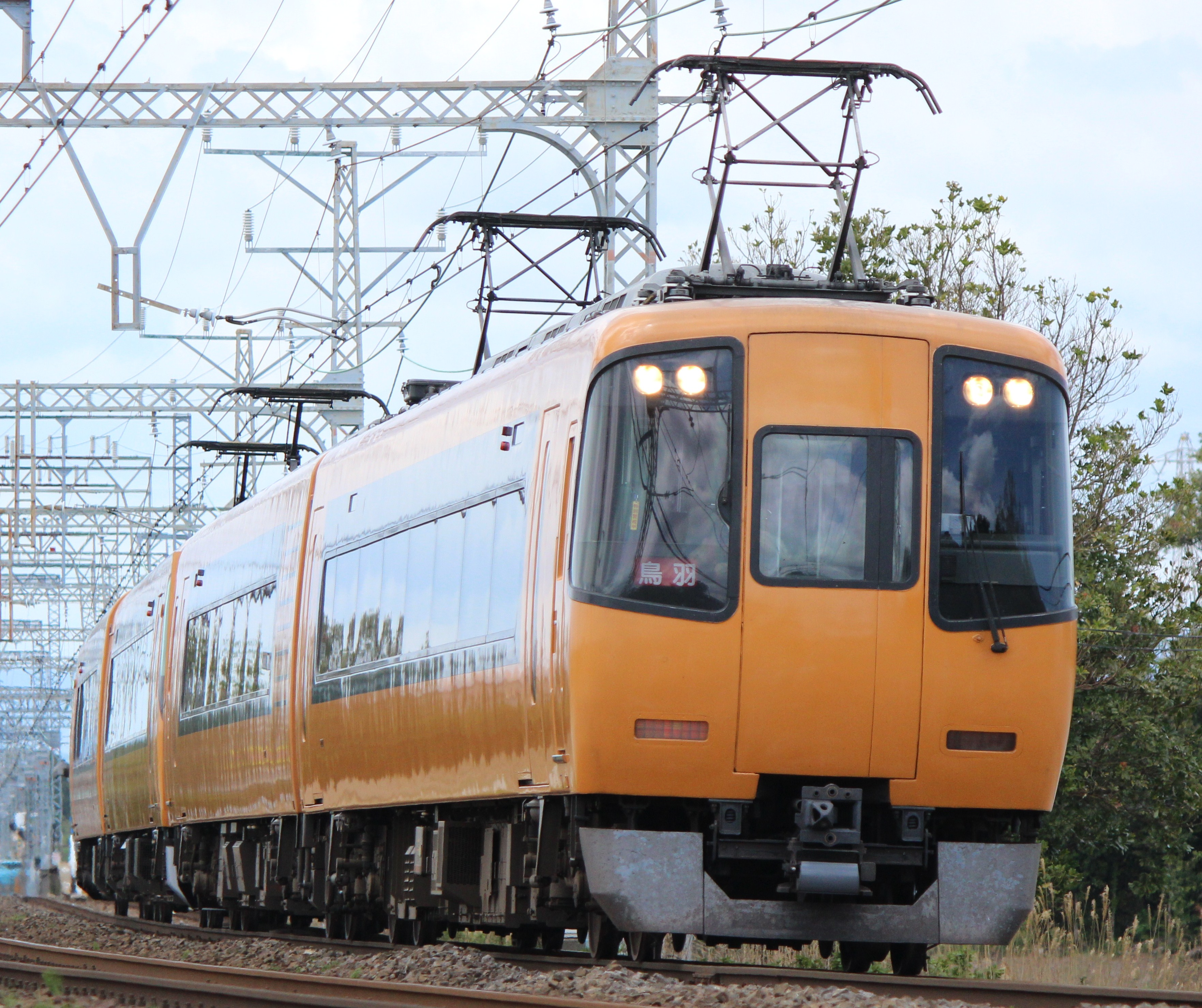
긴테쓰 22000계 전동차. 기존의 네모났던 모습에서 탈피하여 동그란 형상을 한 차량이다.

- 1992년 3월 19일 : 긴테쓰난바 역 - 교토 역 구간을 운행하던 한케이 특급이 게이나 특급과 한나 특급에 통합되어 운행을 중단했다. 신형 차량으로 22000계 전동차가 투입되었다.
- 1993년 9월 21일 : 시마 선의 개량 공사(복선화 및 곡선구간 선형 개량)의 완공과 이세 신궁 식년 천궁에 맞춰, 한이 을특급과 메이이 을특급의 일부 열차가 가시코지마 역까지 연장 운행했다.

- 1994년

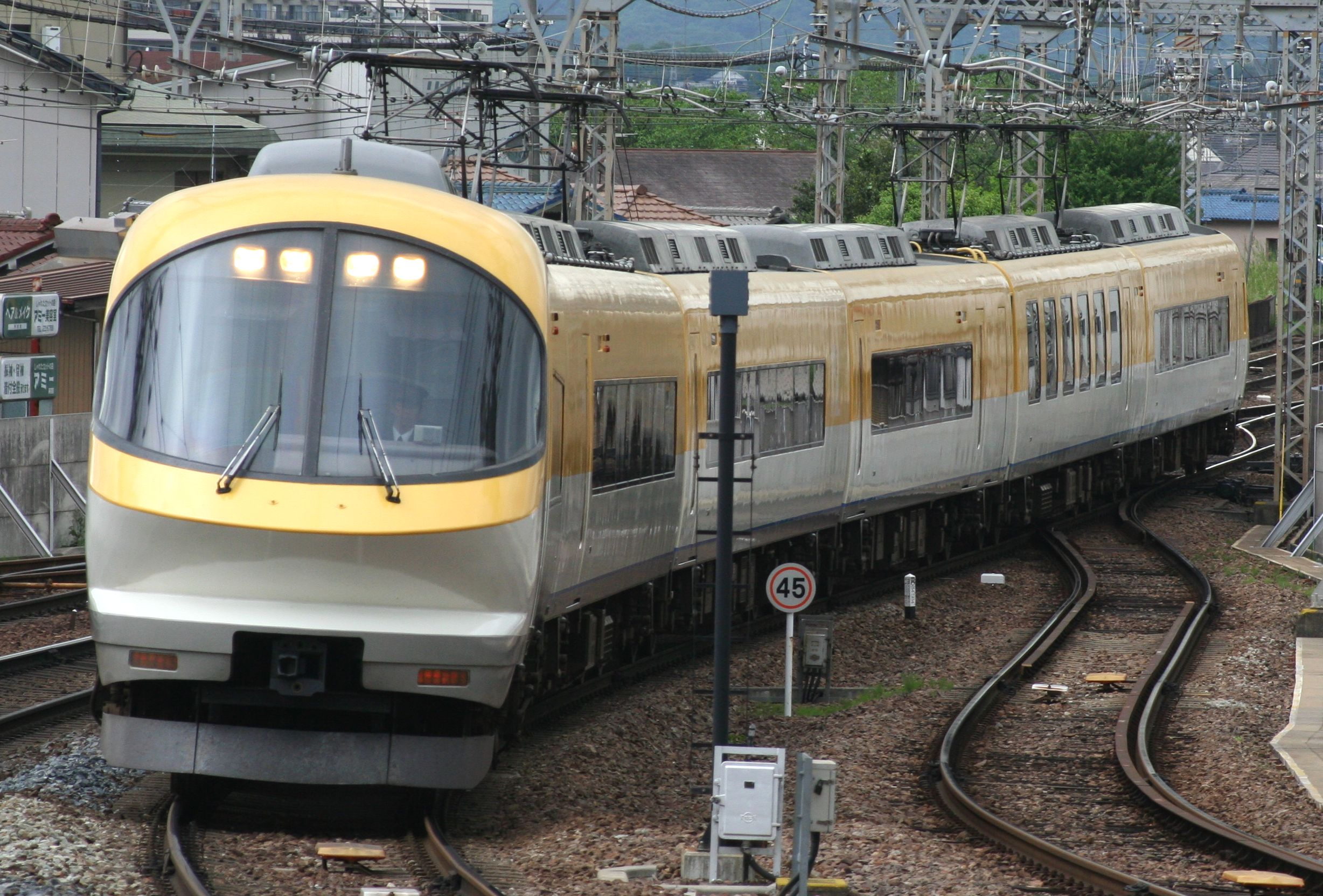
긴테쓰 23000계 전동차. 현재는 빨간 색으로 도장되었다.

  - 3월 15일 : 1994년 4월에 긴테쓰가 시마이소베 역 근처에 개발한 리조트형 테마파크 시마 스페인 마을의 개장을 앞두고, 연결 교통 수단으로 '23000계 전동차 이세시마 라이너'를 투입, 한이 갑특급과 메이이 갑특급에서 운행하기 시작했다. 이에 맞춰 낮 시간대에 난바 역에서 도바 방면으로 가는 특급이 운행을 중단하여, 오사카 시내에서 도바 방면으로 가는 특급 열차는 모두 우에혼마치 역에서 출발하게 되었다. 또한 이 때 오사카 선·야마다 선·도바 선·시마 선의 일부 구간에서 특급 열차가 130km로 운행하기 시작했다. 가시코지마 역에서 착발하는 특급 열차를 늘려, 갑특급의 절반이 통과했던 시마이소베 역에 모든 특급 열차가 정차하게 되었다. 23000계 전동차는 '디럭스카'·'살롱카'등 호화 좌석을 갖춘 차량으로, 130km/h 운전이 가능했다.
  - 12월 31일 : 시마 스페인 마을이 12월 31일부터 1월 1일까지 밤새 영업한 것을 계기로, 매년 12월 31일 밤에 출발하여 1월 1일에 도착하는 임시 종야 특급 열차가 가시코지마 역까지 연장 운행하게 되었다. 이전까지는 새벽에 도바 역에서 착발하는 일부 열차를 제외하고는 모두 이스즈가와 출발, 우지야마다 행이었다.
- 1996년 3월 : 16400계 전차가 요시노 특급 전용 차량으로 운행하기 시작했다.
- 1996년 - 2000년 : 30000계 전차 '비스타카 III세'의 리뉴얼 공사가 진행되었다. 리뉴얼이 완료된 차량에 '비스타카 EX'라는 이름이 붙었다(EX는 '엑스'라고 읽는다).
- 1997년 3월 18일 : 유노야마온센 역에서 출발하여 나고야 역으로 가는 유노야마 특급이 운행을 중단했다.
- 1998년 3월 17일 : 긴테쓰난바 역 - 유노야마온센 역 구간을 직통 운행하던 유노야마 특급이 운행을 중단했다. 이 열차는 유노야마 선 내에서만 운행하고 있다.
- 1999년 3월 16일 : 요시노 특급이 미나미오사카 선의 사쿠도 역과 요시노 선의 후쿠가미 역, 무다 역에 정차하기 시작했다. 동시에 요시노 특급의 특급 요금이 500엔으로 통일되었다. 교토 선의 다카노하라 역에 교토 역에서 21시 이후에 출발하는 모든 하행 특급 열차가 정차하게 되었다. 한나 특급이 평일 낮에 운행을 중단했다. 동시에 경영 합리화가 진행되어, 특급권을 회수하는 방식이 역무원에게 건네는 것에서, 역에 설치된 회수 상자에 옮기는 것으로 바뀌었다.

### 오늘날의 긴테쓰 특급

#### 2000년대
- 2001년 3월 22일 : 오사카시 고노하나구의 유니버설 스튜디오 재팬(USJ)의 개장에 따라 메이한 특급이 증편되었다. (이때 증편된 열차는 2004년의 시간표 개정으로 운행을 중단했다. 이 열차는 갑특급이었음에도 불구하고 구와나 역, 긴테쓰욧카이치 역, 쓰 역, 쓰루하시 역, 우에혼마치 역에 정차했다.) 또한 인터넷 i모드(현재의 EZ웹, J-스카이, Yahoo!)를 통한 특급권의 인터넷 예약 및 판매 서비스가 시작되었다.
- 2002년
  - 3월 20일 : 교토 선을 운행하는 모든 특급 열차가 긴테쓰탄바바시 역에 하루 종일 정차하게 되었고, 교토 역에서 19시 이후에 출발하는 모든 특급 열차가 다카노하라 역에 정차하게 되었다. 유노야마 특급이 주말에만 운행하게 되었고, 특급 열차 내의 차내 판매가 중단되었다. 긴테쓰는 낮 시간대를 중심으로 특급 열차에서 차내 판매를 실시하고 있었으나, 열차 이용객의 감소로 차내 판매가 실시되는 구간은 점점 줄어들었고, 마지막까지 차내 판매를 하던 어반 라이너와 이세시마 라이너에서도 결국 종료되었다(어반 라이너에는 리뉴얼을 진행하면서 자판기를 설치했다.). 인터넷 예약 및 발매 서비스에서 '긴테쓰 특급 net 포인트 서비스'가 시작되었다. 인터넷으로 특급권을 구입하면 구입액의 5%가 포인트로 적립되어, 특급권을 구입할 때 현금처럼 이용할 수 있게 되었다.
  - 12월 31일 : 시간표 개정으로 12월 31일 밤부터 1월 1일까지의 운행 시에, 한이 을특급의 일부 임시 열차가 야마토타카다 역과 하이바라 역에 정차하게 되었고, 동시에 대부분의 임시 특급 열차가 난바 발착으로 변경되었다.
- 2003년
  - 1월 1일 - 3월 : 정월 밋카비(1월 1일부터 1월 3일까지의 휴일)의 요시노 특급 중 두 편이 후루이치 역에 정차했다.

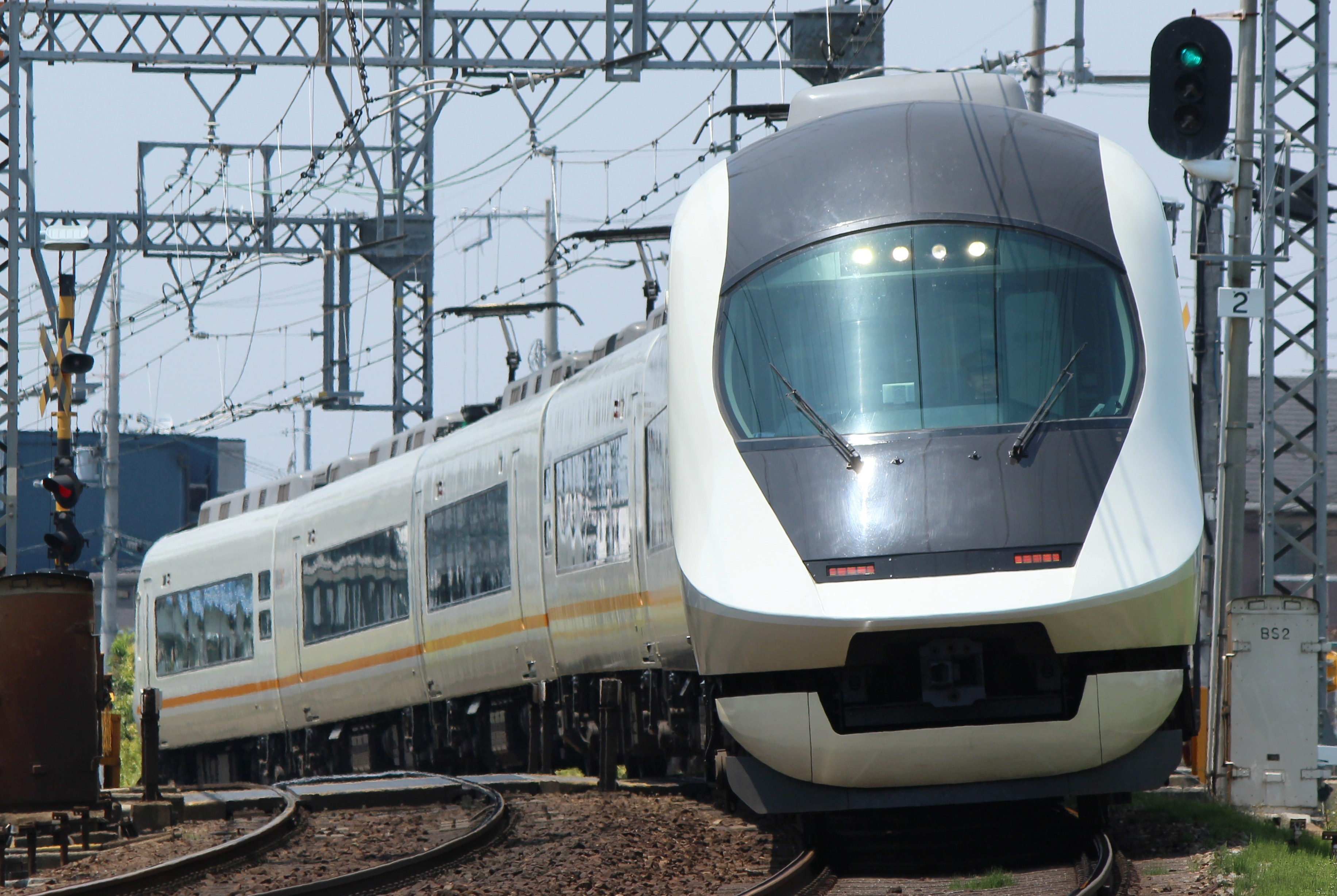
긴테쓰 21020계 전동차. 21000계 '어반 라이너'의 설비를 한층 강화한 신형 차량으로, 메이한 갑특급에 투입되었다.

- 3월 6일 : 도카이도 신칸센이 신칸센 차량 개선과 시나가와역의 개업으로 같은해 10월에 대규모로 시간표를 개정했다. 이에 대응하여 어반 라이너의 설비를 한층 강화한 '어반 라이너 next'란 이름이 붙은 '21020계 전동차'가 영업 운행을 시작했다. 또한 기존의 21000계 전동차도 순차적으로 리뉴얼하여 '어반 라이너 plus'로 재탄생했다. 이 외에, 한이 특급이 낮 시간대에 우에혼마치 역 착발과 난바 역 착발 열차가 모두 운행하게 되었다. 야마토타카다 역과 하이바라 역에도 특급 열차가 정차하기 시작했다. 한이 을특급과 게이이 특급의 중련 운전이 재개되었고, 동시에 중련 없이 단독으로 운행하는 모든 게이이 특급이 나바리 역과 이세나카카와 역에 정차하게 되었다. 메이이 갑특급의 정차역에 쓰 역이 추가되었다.
- 3월 27일 : 인터넷 예약 및 발매 서비스인 '긴테쓰 티켓 리스 서비스'가 요시노 특급(미나미오사카 선과 요시노 선)에서 시작되었다. 이에 따라 휴대 전화로 특급권을 예약하고 동시에 결제할 경우, 특급권을 받지 않고도 승차할 수 있게 되었다. 긴테쓰 특급 티켓 리스 서비스를 이용할 경우, 추가로 5%의 포인트가 적립되어, 인터넷 예약 및 발권 서비스로 구입했을 때의 포인트 5%와 더해져 총 10%의 포인트가 적립되었다. 또한, 인터넷 예약 및 발권 서비스로 예약할 경우에는 호차만 예약할 수 있었으나, 티켓 리스 서비스를 이용하면 좌석까지 선택할 수 있게 되었다.
- 6월 4일 : 긴테쓰 특급 티켓 리스 서비스가 긴테쓰의 모든 노선으로 확대되었다.

- 2004년
  - 3월 18일 : 유노야마 특급이 완전히 운행을 중단했다.
  - 12월 31일 : 시마 스페인 마을의 새해맞이 카운트다운 이벤트가 중지됨에 따라, 종야 운행을 하는 열차가 가시코지마 역까지 운행하지 않고, 거의 모든 열차가 이스즈가와 출발 우지야마다 행으로 운행했다.
- 2005년
  - 3월 25일 : '아이치 만국 박람회'(이하 아이치 만박)가 개최됨에 따라, 아이치 만박이 개최되는 기간인 3월부터 9월까지, 난바 역 - 나고야 역 구간을 운행하는 을특급 1왕복과, 주말에 마쓰사카 출발 나고야 행 1편이 임시로 운행했다. 이중 난바 역 - 나고야 역 구간의 을특급 1왕복은 2006년 시간표 개정 때 정기열차로 승격되었다.
  - 8월 16일 : 특급 열차의 운용이 변경되어, 21000계 전동차가 교토 선에서도 정기 운행하기 시작했다.
- 2006년 11월 3일 : 이세시마 라이너에서 주말과 휴일에 한해 차내 판매가 재개되었다.

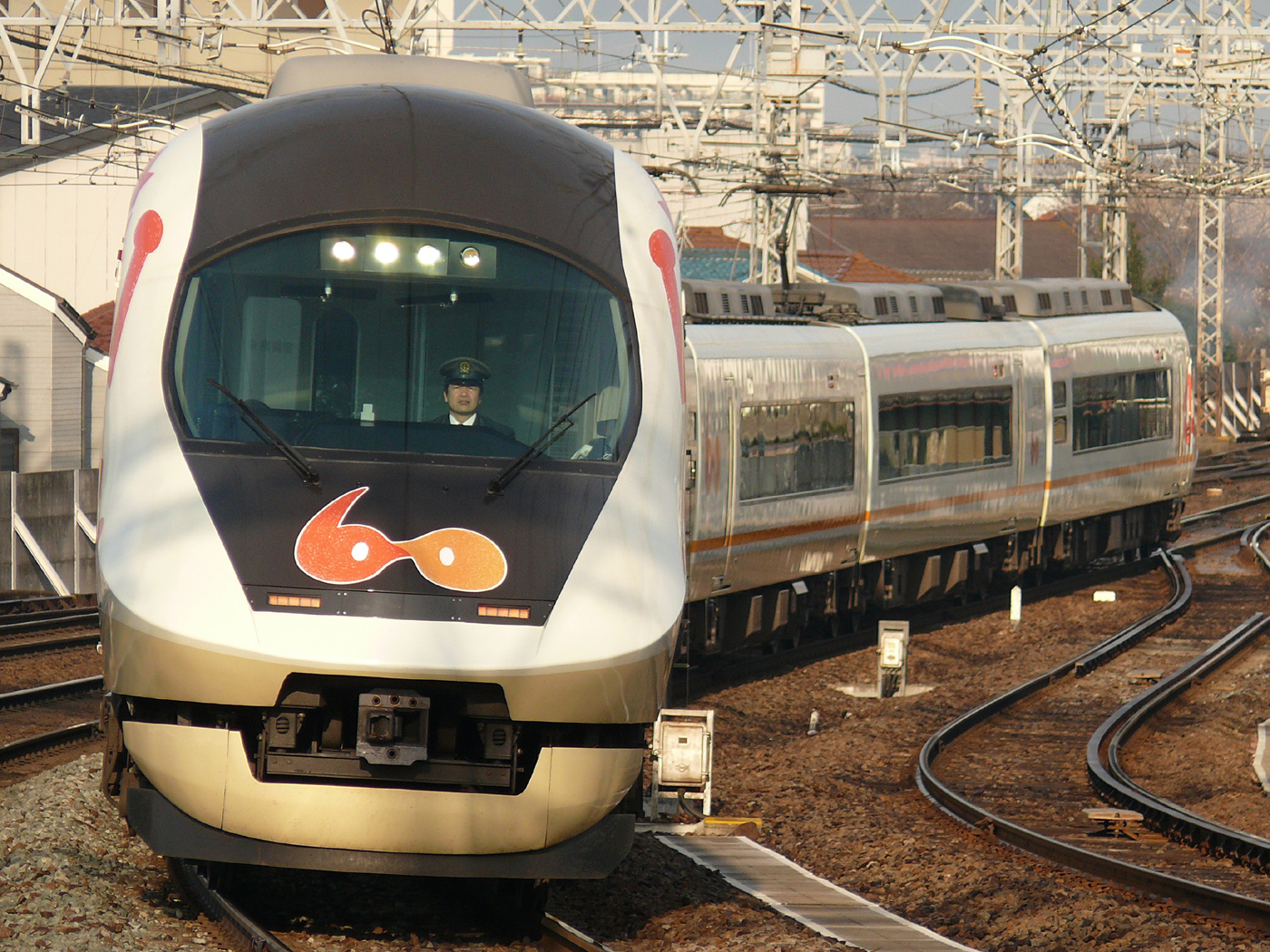
메이한 특급 운행 개시 60주년 기념 로고를 붙인 21020계 전동차.

- 2007년 10월 8일 : 우에혼마치 역 - 나고야 역 구간에서 특급 열차가 운행하기 시작한지 60년을 맞아, '긴테쓰 특급 60주년 감사 캠페인'(일본어: 近鉄特急60周年サンクスキャンペーン)이 열렸다. 감사 캠페인을 위해 임시 특급 열차가 우에혼마치 역 - 나고야 역 구간에서 1왕복 운행했으며, 이 열차에는 추첨으로 뽑힌 사람들이 무료로 승차했다. 차량은 21020계 전동차가 투입되었다. 이날로부터 약 5개월 간, 21020계 두 편성과 23000계 세 편성에는 60주년 기념 로고가 붙어 있었다.
- 2008년 7월 19일 : 고자이쇼 로프웨이의 개통 50주년 및 스즈카 국정 공원의 국정 공원 지정 40주년을 동시에 기념하여, 나고야 역 - 유노야마온센 역 구간에 특급 열차가 운행을 재개했다.[7] 이후 유노야마 특급은 매년 7월 말부터 8월 초까지 주말과 휴일에 운행하고 있다.[8]
- 2009년
  - 3월 20일 : 한신 난바 선의 개통에 따라 시간표를 개정했다.[9] 이세시마 라이너로 운행하던 한나 특급과 게이카시 특급, 어번 라이너로 운행하던 게이나 특급을 폐지하고, 모두 일반형 특급 차량으로 운용을 변경했다.

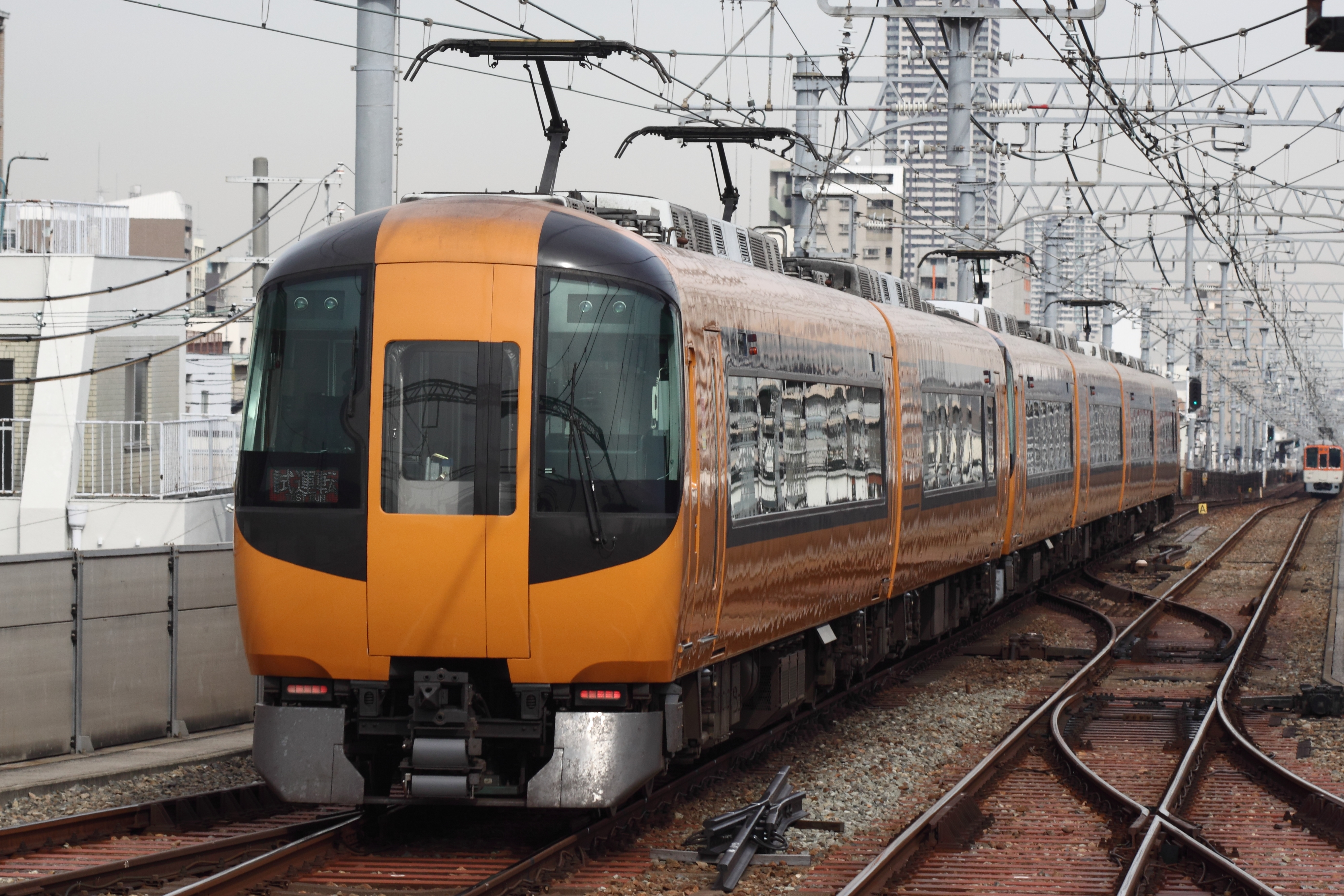
긴테쓰 22600계 전동차 'Ace'. 22600계는 기존의 다른 차량과 중련 운전이 가능한 범용 차량이다.

- 4월 1일 : 신형 차량인 22600계 전동차(Ace)가 운행을 시작했다. 모든 객실에선 금연으로, 흡연실이 설치되었다.
- 12월 12일 : 메이한 특급의 직통 운행 50주년을 맞아, 5일간 메이한 특급을 이용한 승객 중 추첨을 통해 어번 라이너의 디럭스 시트 승차권을 무료로 제공하는 '긴테쓰 메이한 특급 직통 운행 개시 50주년 기념 감사 캠페인(일본어: 近鉄名阪特急・直通運転開始50周年記念 サンクスキャンペーン)'이 열렸다. 또 21020계 전동차 중 일부 차량에는 직통 운행 50주년을 기념하는 로고가 2010년 3월까지 붙어 있었다.

#### 2010년대
- 2010년
  - 3월 19일 : 이용객이 적은 한이 특급과 메이이 특급의 일부 열차가 폐지되었고, 대신 다른 특급 열차의 운행 구간을 연장했다. 또 운행 구간이 단축된 일부 열차는 계절 임시 열차로 돌려졌다. 니시노쿄 역에 주말마다 게이카시 특급의 일부 열차가 정차하게 되었다.[11]

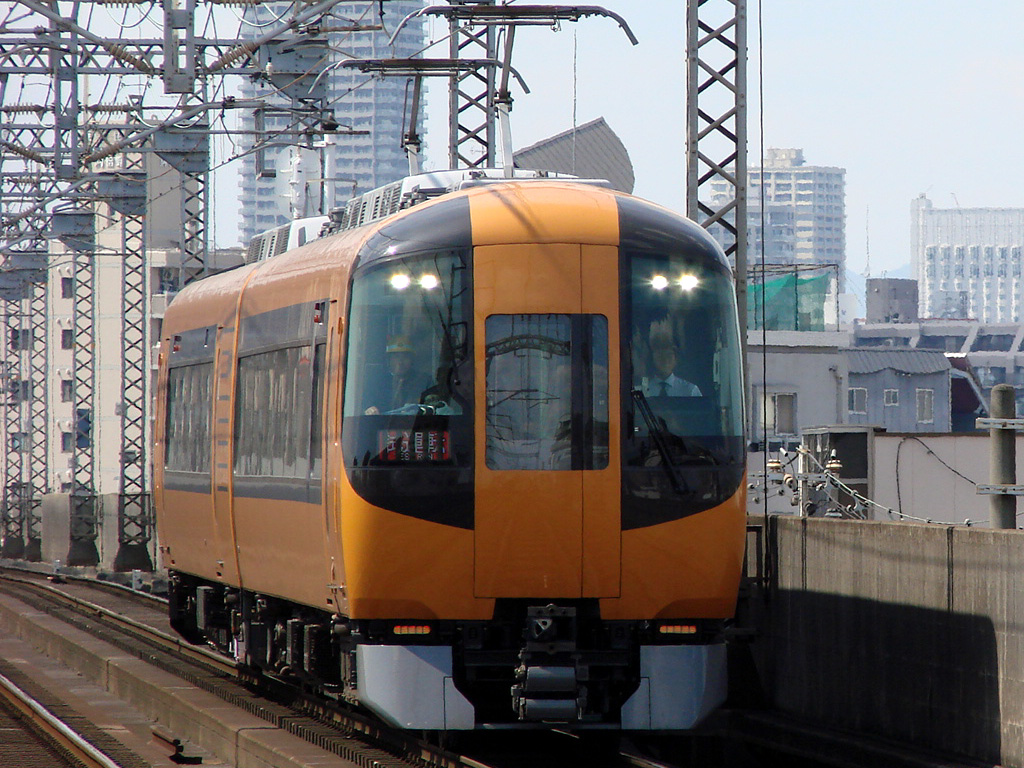
긴테쓰 16600계 전동차. 22600계의 협궤 버전인 이 차량은 요시노 특급에 사용되고 있다.

- 4월 29일 : 30000계 전동차 '비스타카 EX'의 1층 좌석이 단체로 이용할 수 있는 '그룹 전용석'으로 지정되었다. 이를 위해, 30000계 전동차의 1층 좌석이 리모델링되었다. 또, 요시노 특급에는 22600계의 협궤 전용 차량인 16600계가 도입되어, 2010년 6월 19일부터 영업 운행을 시작했다.

- 2011년

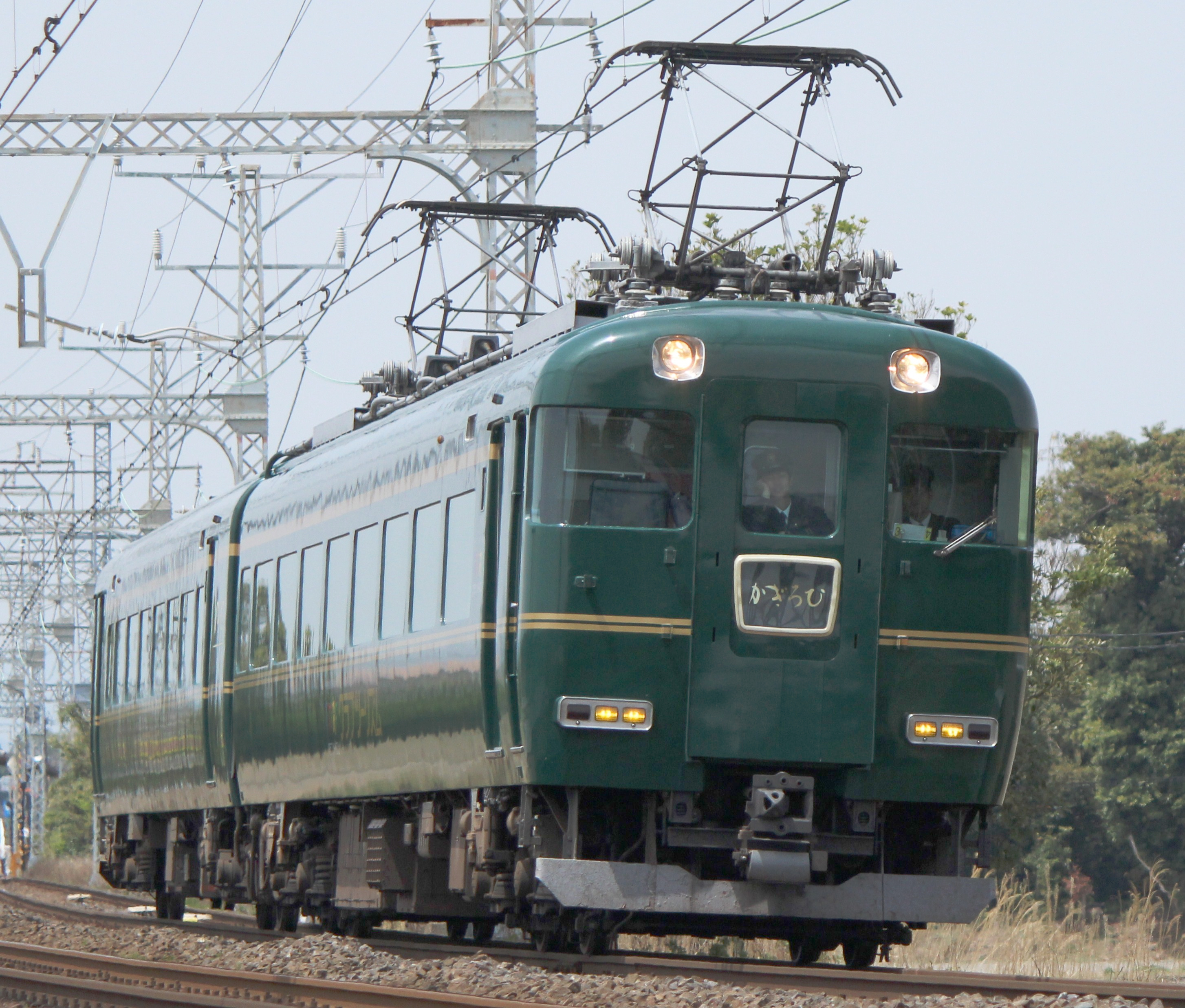
긴테쓰 15400계 전동차 '가기로히'. 가기로히는 일반적인 방법으로는 탈 수 없는 여행 상품 전용 열차이다.

  - 이 해 3월 16일부터 어번 라이너와 이세시마 라이너에 있는 디럭스 시트의 단거리 이용을 촉진하고자, 디럭스 시트 이용권의 요금 체계가 거리제로 바뀌었다. 이에 따라서 한나 특급에서 디럭스 시트를 이용할 경우, 디럭스 시트 이용권이 필요 없게 되었다.[14] 또, 교토 역에서 18시 30분 이후에 출발하는 모든 열차가 다카노하라 역에 정차하게 되었다.[15]
  - 4월 2일 : 리뉴얼된 26000계 '사쿠라 라이너'가 영업 운행을 시작했다.[16] 4량 중 1량에 디럭스 시트가 도입되었다,
  - 12월 23일 : 12200계 2량 편성 두 편이 긴테쓰 그룹의 여행사 '클럽 투어리즘'의 관광 열차로 개조되어, 형식 이름을 15400계로 바꾸고 영업 운행을 시작했다.[17] 열차의 이름은 '가기로히'(일본어: かぎろひ)로 정해졌다.
  - 12월 31일 : 시마 스페인 마을의 새해맞이 카운트다운 이벤트가 취소되어, 종야 임시 특급 열차가 가시코지마 역까지 운행하지 않았다.
- 2012년
  - 3월 20일 : 대규모의 시간표 개정이 이루어졌다.[18] 메이한 갑특급의 모든 열차가 쓰 역에 정차하게 되면서 메이한 논스톱 특급이 완전히 사라졌다. 동시에 야마토야기 역에 정차하는 열차도 늘었다. 대신 메이이 을특급과 쓰 역에서 만나게 하여, 시로코 역, 욧카이치 역, 구와나 역에서 오사카로 가는 데 걸리는 시간을 줄였다. 게이이 특급의 운행 횟수가 출퇴근 시간대의 4왕복만으로 크게 줄었고, 줄어든 열차는 게이카시 특급으로 돌려졌다. 또, 마쓰사카 역에서 출발하는 1편을 제외한 모든 열차가 이스즈가와 역에 정차하게 되었다. 게이카시 특급이 평일 낮에도 니시노쿄 역에 정차하고, 교토 행 특급 열차가 아침에 다카노하라 역에 정차하게 되었다. 또 교토 역에서 17시 이후에 출발하는 모든 특급이 다카노하라 역에 정차하게 되었다. 낮 시간대에 게이나 특급과 게이카시 특급이 중련 운행하기 시작했다. 요시노 특급 중 일부 열차가 후루이치 역에 정차하기 시작했다.
  - 8월 4일 : 23000계 '이세시마 라이너'의 첫 번째 리뉴얼 차량이 운행을 시작했다.[19]

- 2013년

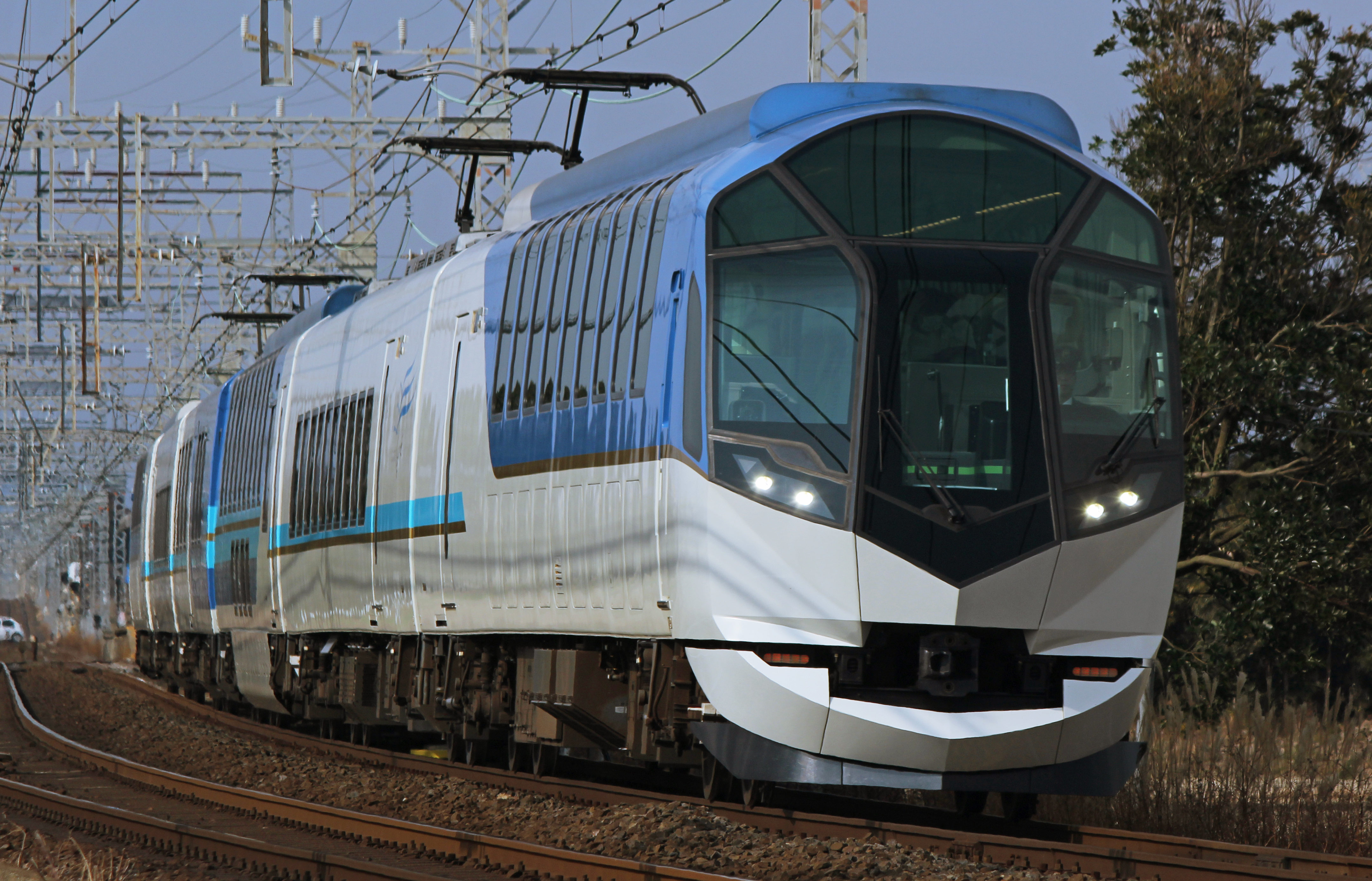
긴테쓰 50000계 전동차 '시마카제'. 시마카제는 긴테쓰의 최신형 관광 특급이다.

  - 3월 17일 : 시간표가 개정되었다.[20] 한이 을특급과 메이이 갑특급 열차 중 주말에 1왕복 운행하는 열차가 이세시 역에 정차하기 시작했다. 또, 특급 열차의 좌석 번호 부여 방식이 숫자 방식에서 숫자와 알파벳을 섞은 방식으로 바뀌었다.
  - 3월 21일 : 이세시마 전용 관광 열차인 50000계 전동차 '시마카제'(일본어: しまかぜ)가 운행을 시작했다. 시마카제는 수요일을 제외한 매일 오사카난바 역 - 가시코지마 역 구간과 나고야 역 - 가시코지마 역 구간에서 운행을 시작했다.[21]
- 2014년
  - 9월 21일 : 시간표가 개정되었다.[22] 교토 선 상행 특급 열차가 아침에도 다카노하라 역에 정차하게 되었고, 교토 역에서 15시 이후에 출발하는 모든 열차가 다카노하라 역에 정차하게 되었다. 요시노 특급의 열차 중 후루이치 역에 정차하는 열차가 늘었다.
  - 10월 10일 : 시마카제가 교토 역 - 가시코지마 역 구간에서 정기 운행을 시작했다.[23]
- 2015년
  - 3월 14일부터 5월 31일까지 '요시노 특급 50주년·사쿠라 라이너 25주년 기념 캠페인'(일본어: 吉野特急５０周年・さくらライナー25 周年記念キャンペーン)이 개최되었다.[24]

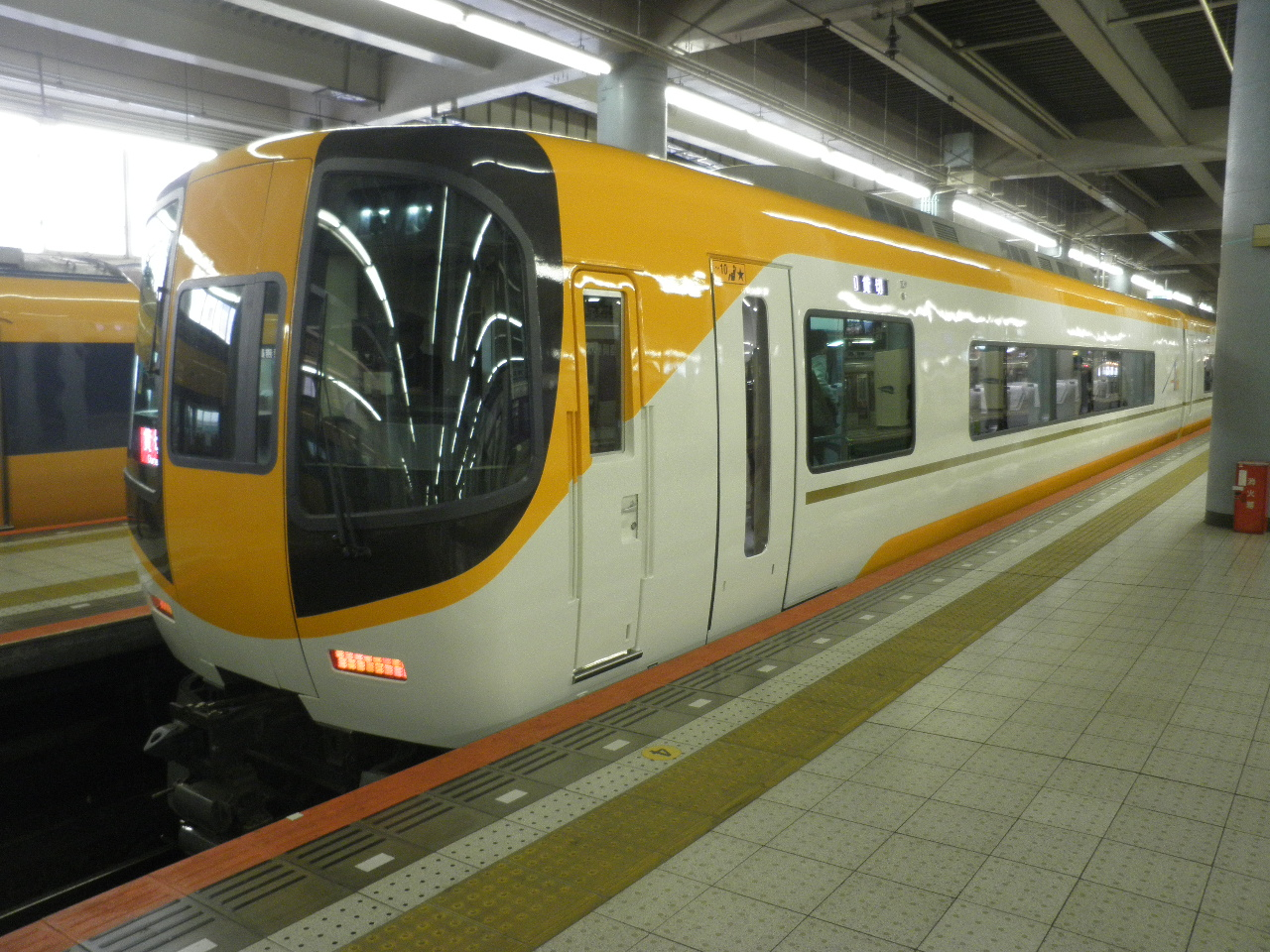
리뉴얼된 22000계 Ace. 긴테쓰는 향후 22000계 이외의 다른 범용 특급 차량의 도색도 변경할 계획이다.

- 12월 13일 : 리뉴얼된 22000계 'Ace'가 영업 운행을 시작했다. 차량 도색이 바뀌었으며, 좌석을 교체했고 흡연실이 설치되었다. 또 전조등을 LED로 교체하였다.

## 긴테쓰와 경쟁하는 국철·JR 노선의 역사
긴테쓰의 각 노선에는 도카이도 신칸센과 도카이도 본선, 간사이 본선, 나라 선, 기세이 본선, 산구선 등 경쟁하는 일본국유철도(이하 국철)과 JR의 노선이 있는 구간이 많다.
국철이 JR이 된 지금은, 도카이 여객철도의 도카이도 신칸센이나 재래선인 간사이 본선·기세이 본선·산구선과 이세 철도 이세 선을 지나 나고야 역과 도바역을 잇는 쾌속 열차 미에, 서일본 여객철도의 어번 네트워크의 한 열차로 운행되는 야마토지 쾌속이나 미야코지 쾌속 등이 운행하고 있는데, 과거에는 더욱 많은 노선에서 다양한 우등 열차가 운행하고 있었다. 그 간략한 역사를 노선별로 기술하였다.

### 메이한 (오사카 - 나고야) 구간

#### 1945년 이전 (도카이도 본선·간사이 본선)

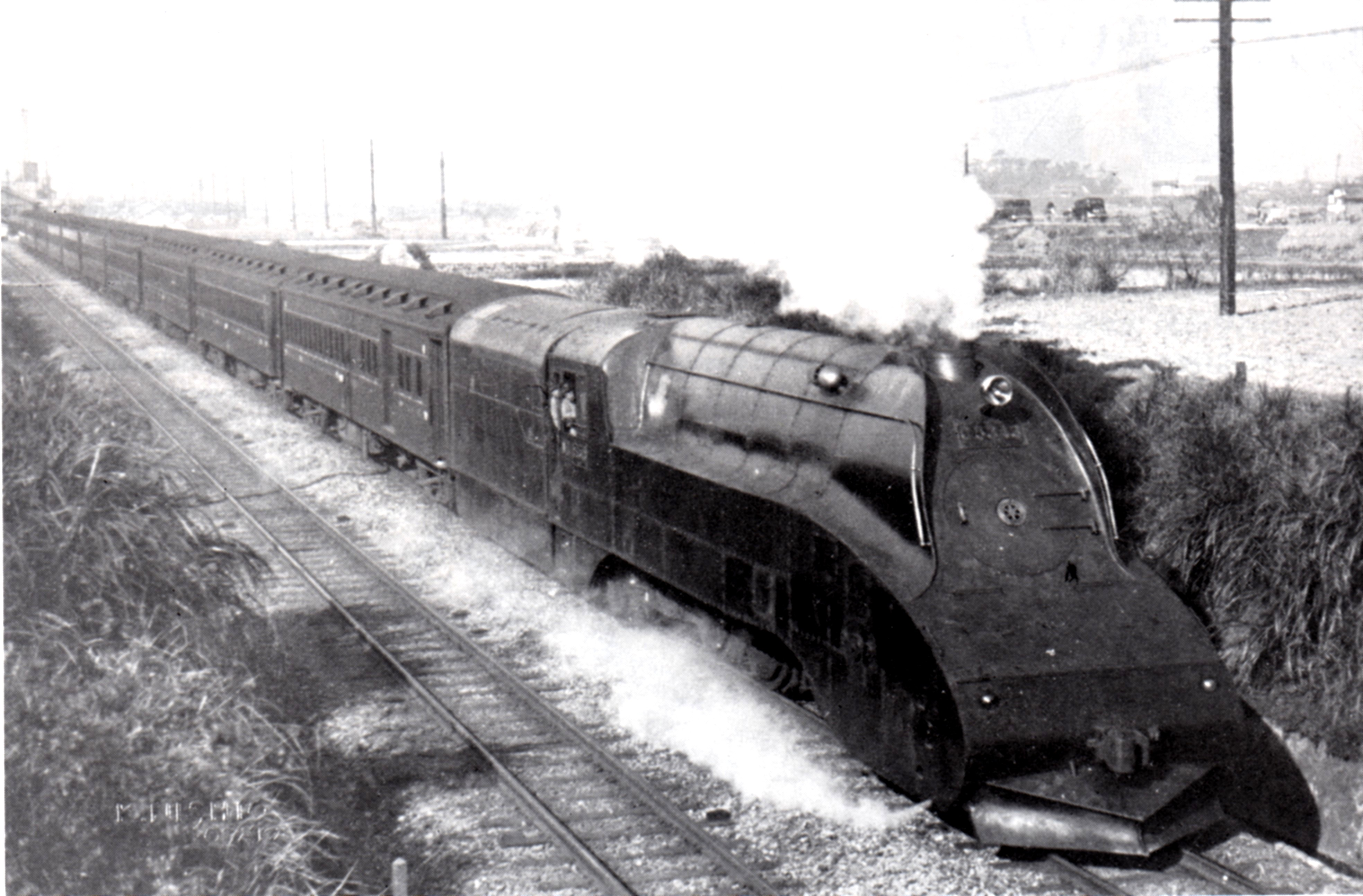
니시아카시역 부근에서 촬영된 회송중인 특급 쓰바메. 쓰바메는 1945년 이전 쇼센의 장거리 특급 열차의 대명사였다. 쓰바메라는 이름은 현재 큐슈신칸센의 열차 이름으로 남아 있다.

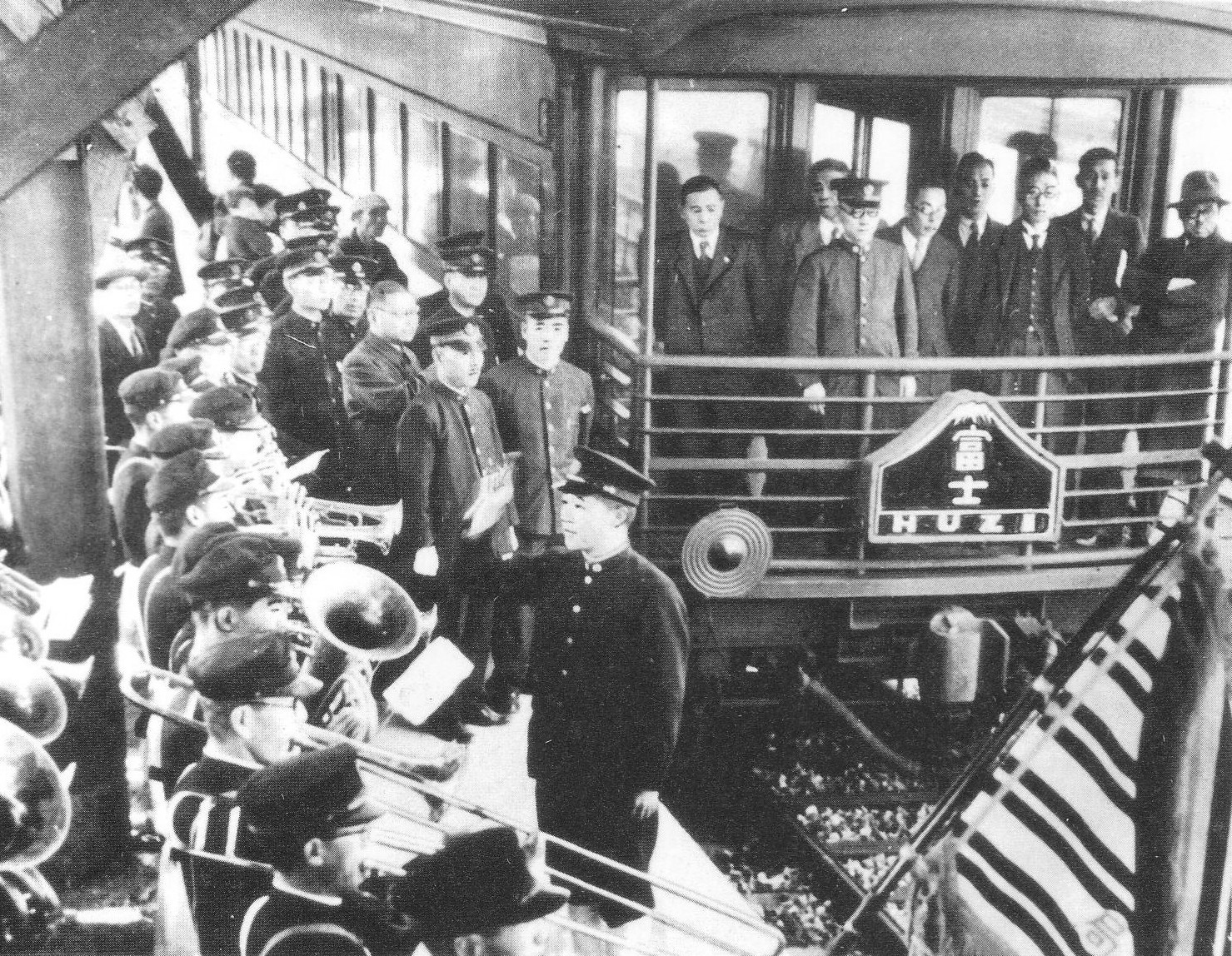
간몬 터널 개통 첫날인 1942년 11월 15일, 모지역에 도착한 특급 후지. 후지는 1912년부터 운행을 시작한, 일본 최초의 특급 열차였다. 이후 침대특급으로 운행하던 후지는 2009년 3월 13일 운행을 마쳤다.

도카이도 본선은 1889년 7월에 관영 철도(이하 간테쓰)가, 간사이 본선은 1899년 5월에 사철인 간사이 철도가 각각 부설한 철도였다. 두 철도는 오사카 - 나고야 구간(이하 메이한 구간)에 나란히 놓여 있기 때문에, 두 회사 사이에는 심한 경쟁이 시작되었다. 이 경쟁은 러일 전쟁이 시작되자 잠잠해졌고, 1907년에는 일본 철도국유법에 의해 간사이 철도가 간테쓰로 편입되었다.
그 후, 메이한 구간의 연결 노선으로는 도카이도 본선이 정비되었기 때문에 간사이 본선에는 도카이도 본선에 비해 많은 투자가 이루어지지 않았다. 실제로 도카이도 본선이 1955년 전 구간 복선 전철화된 데 비해, 간사이 본선은 2016년 현재에도 단선 비전철화 구간이 남아 있을 정도이다. 그러나 이렇게 방치되다시피 했던 간사이 본선에도 1930년 10월부터 준급 열차 1왕복이 나고야 역 - 미나토마치 역(지금의 JR 난바 역) 구간에서 운행하기 시작했다. 당시 이 준급 열차의 운행 시간은 4시간 45분이었다. 한편 도카이도 본선의 급행 열차가 나고야 역 - 오사카 역 구간을 3시간 20분에서 4시간 10분에, 보통 열차가 4시간에서 5시간 30분에 운행했다는 점을 고려한다면, 간사이 본선의 준급은 결코 빠른 편이 아니었다.
그러나 1935년 12월, 간테쓰에서 이름이 바뀐 철도성(이하 쇼센)은 간사이 본선의 준급 열차를 1왕복에서 2왕복으로 증편하고, 전 구간의 운행 시간을 3시간으로 줄였다. 같은 기간, 도카이도 본선의 특급 '쓰바메'(일본어: 燕)는 2시간 38,9분, 특급 '후지'(일본어: 富士)·'사쿠라'(일본어: 櫻)는 2시간 55분에서 3시간 2분, 급행 열차는 3시간 20분에서 4시간 정도가 걸려서 운행하고 있었다. 도카이도 본선은 전 구간 복선이었지만, 간사이 본선은 도카이도 본선보다 15km가 짧았음에도 대부분의 구간이 단선이었다는 점을 고려한다면, 준급 열차가 3시간 밖에 안 걸려서 운행했다는 것은, 운행 속도를 한계치에 가깝게 운행했었다는 것이다.
쇼센이 이렇게 한계에 가까울 정도로 운행 속도를 높였던 것은 긴테쓰의 전신인 산구 급행 전철(이하 산큐)때문이었다. 산큐는 오사카 전기 궤도(이하 다이키)와 직통 운행을 실시, 오사카에서 이세까지 2시간 45분만에 갈 수 있었다. 쇼센도 간사이 본선에서 기세이 본선과 산구선을 경유해 미나토마치 역과 이세시 역 구간에 준급 열차를 운행했지만, 소요 시간이 3시간 30분으로 산큐에 크게 밀리는 상황이었다. 쇼센은 경쟁에서 밀리지 않기 위해 준급의 운행 속도를 크게 높여 대응했던 것이다.
1938년, 간사이 급행 전철(이하 간큐덴)이 구와나 역 - 간큐나고야 역(지금의 긴테쓰나고야 역) 구간의 철도를 개통했다. 이에 따라 메이한 구간에는 도카이도 본선과 간사이 본선에 이어 다이키-산큐-간큐덴이라는 세 번째 철도가 등장하게 되었다. 그러나 쇼센이 아닌 사철을 이용할 경우, 에도바시 역과 산큐나카가와 역(지금의 이세나카가와 역)에서 두 번 갈아타야 했기 때문에, 메이한 구간의 소요 시간은 3시간 15분에서 3시간 30분 정도였다. 소요 시간과 편리성 면에서 모두 쇼센이 앞서고 있었다.
1940년에는 산큐와 다이키를 이용해서 메이한 구간을 이동하면 3시간 1분이 걸렸는데, 이는 서로 맞지 않던 궤간을 개궤하는 등 산큐와 다이키가 자구책을 내놓았기 때문이었다. 당시의 시간표를 보면, 쇼센은 메이한 구간에서 3시간 9분이 걸리는 준급 열차를 하루 3왕복 운행했지만, 산큐-다이키는 3시간 19분이 걸리는 급행 열차를 30분 간격으로 운행하고 있었다. 소요 시간 면에서는 쇼센이 앞섰지만, 이용하기에는 산큐-다이키 쪽이 편리했다. 이에 쇼센은 '환승이 필요 없다는 점'을, 산큐-다이키는 '운행 횟수가 많다는 점'을 내세워 경쟁했다.
1942년, 태평양 전쟁의 전황(戰況)이 일본 제국에 불리해지자 쇼센과, 다이키와 산큐가 합병된 간사이 급행 철도(이하 간큐) 모두 열차의 운행 속도를 낮췄다. 이듬해인 1943년 2월에는 쇼센의 준급 열차가 사라졌고, 도카이도 본선의 열차도 감편되었다. 1945년 8월 15일 일본 제국이 무조건 항복할 때까지, 경쟁은 없던 이야기가 되었다.

#### 1945년 이후
1947년 10월, 긴테쓰가 메이한 특급을 운행하기 시작했을 때, 당시의 소요 시간은 4시간이었다. 전쟁의 영향으로 선로이건 차량이건 모두 심한 피해를 입은 상태여서, 간사이 본선에는 우등 열차가 아예 운행하지 않았고, 도카이도 본선에도 급행 열차가 3왕복 운행할 뿐이었다. 게다가 소요 시간은 4시간에서 5시간 30분 정도였다. 이 때문에, 긴테쓰 특급이 패전 이전보다 1시간이나 느리고, 나카가와 역에서 갈아타야 했음에도 불구하고, 많은 사람들은 긴테쓰 특급을 이용했다.

##### 도카이도 본선

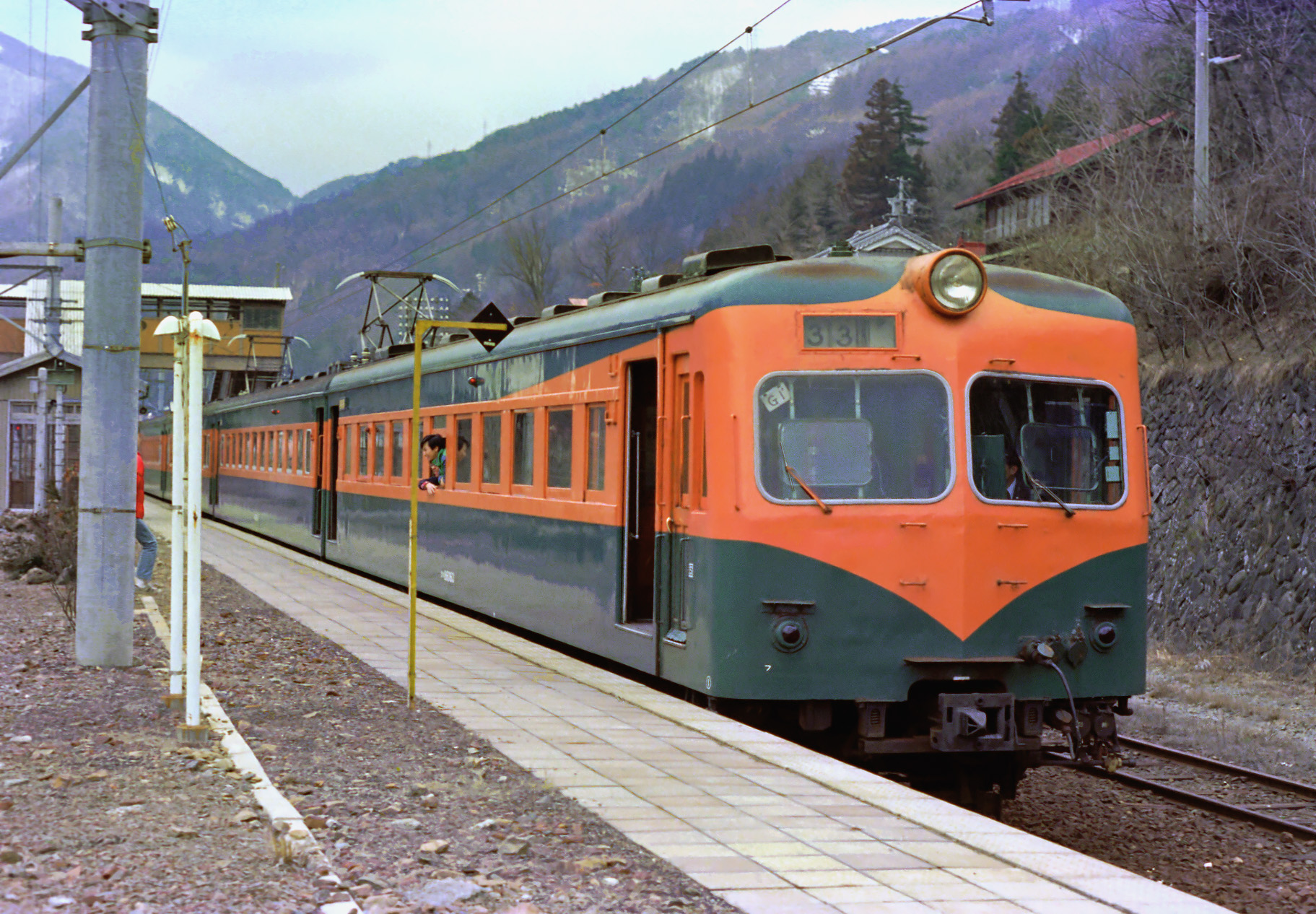
국철 80계 전동차. 쇼난 전차라는 이름으로 유명한 이 차량으로 운행된 히에이는 소요 시간 면에서 긴테쓰에 밀렸지만, 중간에 갈아탈 필요가 없었다는 점에서 상대적으로 우위를 점하고 있었다.

1949년 9월, 도쿄역 - 오사카 역 구간에 전후 최초의 국철 특급 열차인 '헤이와'(일본어: へいわ)가 등장한 이후, 도카이도 본선의 우등 열차는 운행 횟수가 지속적으로 증가했다. 당시의 특급 열차와 급행 열차의 운임 체계는 지금과는 달리 장거리 여객을 대상으로 한 것이었기 때문에, 메이한 구간의 운송을 중심으로 하는 열차라고는 할 수 없었다. 메이한 구간에서 본격적인 우등 열차가 등장한 것은 1953년 11월 정기 운행을 시작한 준급 열차였다. 이 시기의 준급 열차는 추가 요금이 필요한 열차였으나, 급행 열차보다 느리고 설비도 좋지 않았기 때문에, 더 적은 요금을 징수했다. 준급 열차는 메이한 구간을 3시간 35분에 연결했다.
1956년 11월, 마이바라역 - 교토역 구간을 마지막으로 도카이도 본선의 전 구간이 전철화되면서, 준급 열차도 전기 기관차가 견인하게 되었다. 이로 인해 메이한 구간의 소요 시간이 3시간 16분으로 줄었다. 이듬해인 1957년 10월, 준급 열차에는 객차 대신 '쇼난 전차'(일본어: 湘南電車)라 불린 '80계 전동차'가 투입되고 동시에 3왕복이 증편되었다. 그 다음 달인 1957년 11월에는 준급 열차에 '히에이'(일본어: 比叡)라 이름이 붙었다. 히에이는 메이한 구간의 소요 시간이 2시간 45분으로 긴테쓰 메이한 특급의 소요 시간인 2시간 35분에 비슷한 수준으로까지 소요 시간을 줄였다. 소요 시간 면에서는 히에이가 불리했지만 긴테쓰 메이한 특급은 나카가와 역에서 갈아타야 했기 때문에, 당시에는 히에이가 우위를 점하고 있었다고 할 수 있다.

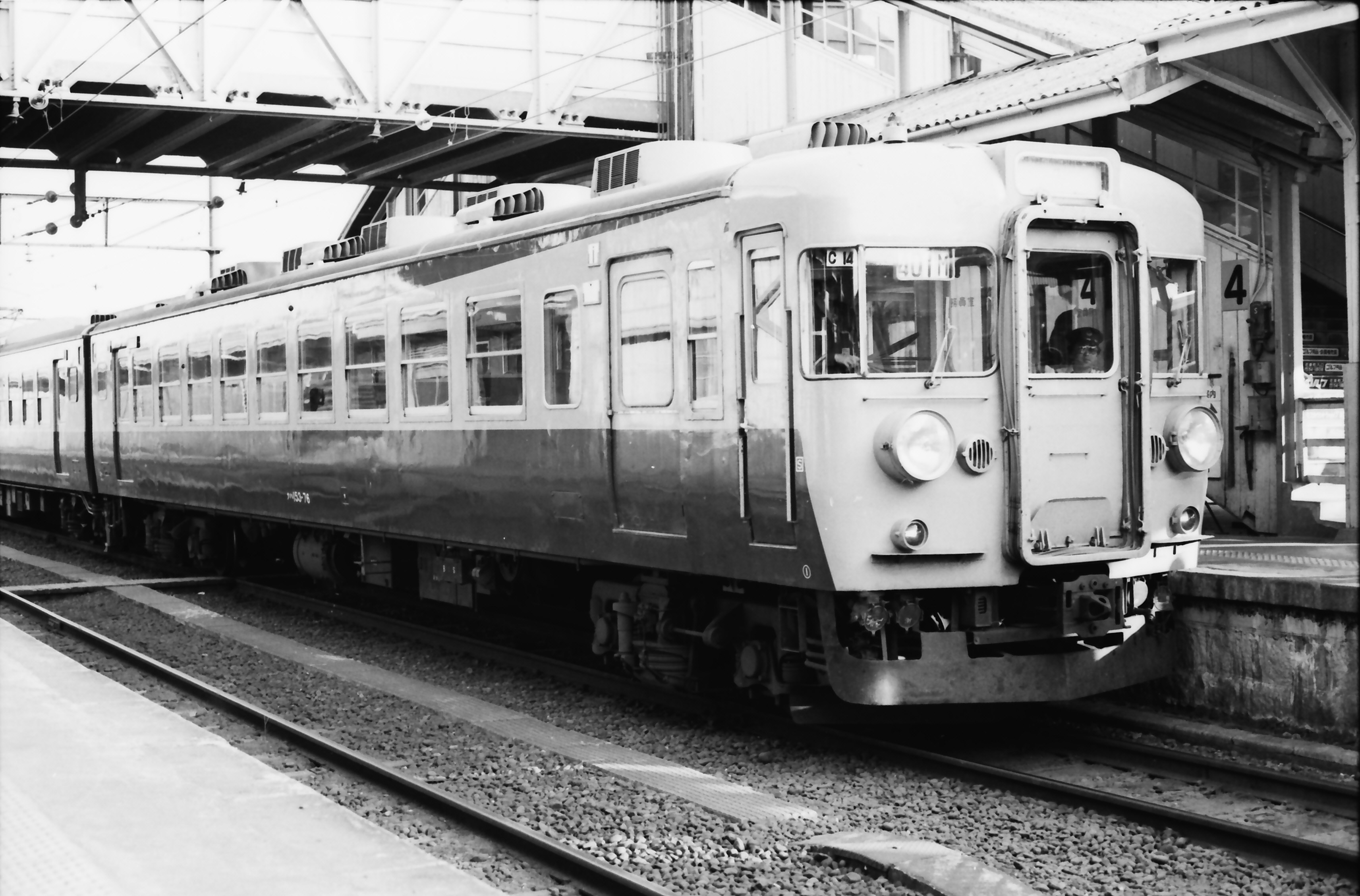
국철 91계 전동차. 이후 153계로 형식 이름이 바뀌었다.

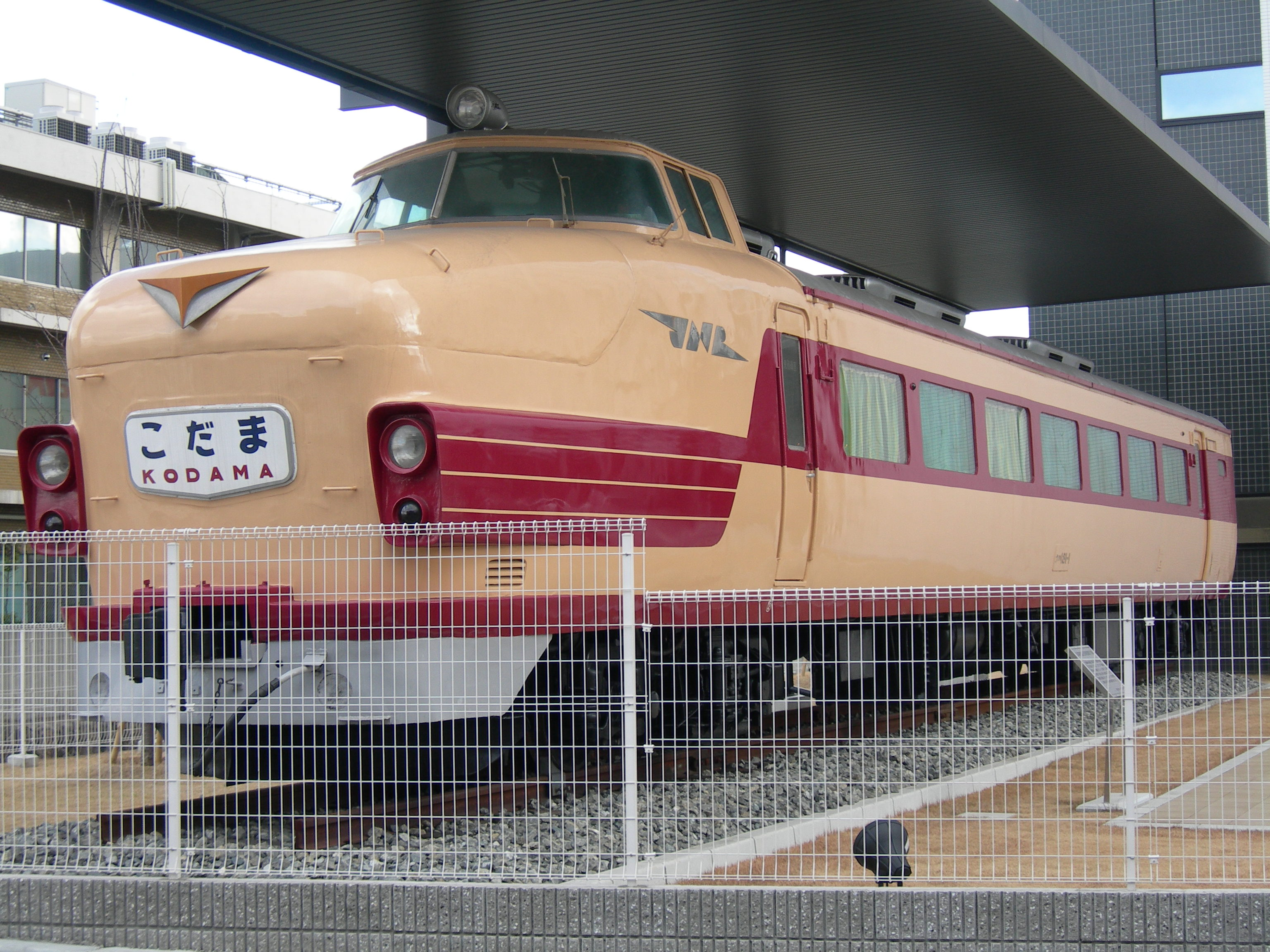
가와사키 중공업 효고 공장에 정태 보존된 국철 151계 전동차. 원래의 형식 이름은 20계였다. 메이한 구간을 최단 2시간 14분에 주파하던 특급 고다마는 1964년 도카이도 신칸센이 개통되면서 역사 속으로 사라졌다. 현재 고다마라는 이름은 도카이도 신칸센과 산요 신칸센의 열차 이름으로 사용되고 있다.

1958년 11월의 시간표 개정 때 히에이가 5왕복으로 증편었고, 80계보다 성능이 향상된 '91계 전동차'(후의 153계 전동차)로 대체되었다. 또한 이 시기, 국철 최초의 전동차 특급인 '고다마'(일본어: こだま)가 등장했다. 고다마에는 '20계 전동차'가 투입되었는데, 고다마가 메이한 구간을 2시간 20분에 주파하면서 긴테쓰 메이한 특급을 뛰어넘었다. 이후 고다마는 메이한 구간의 소요 시간을 2시간 14분까지 줄였다.
1961년 10월의 시간표 개정(산로쿠토) 이후가 도카이도 본선 우등 열차의 전성기였다. 메이한 구간의 전동차 특급 열차는 고다마 외에도 '쓰바메'(일본어: つばめ)·'하토'(일본어: はと)·'후지'(일본어: 富士)·'히비키'(일본어: ひびき) 등이 운행하여, 정기 열차는 7왕복에 임시 열차는 2왕복 운행하고 있었다. 전동차 급행 열차는 '롯코'(일본어: 六甲)·'셋쓰'(일본어: せっつ)·'야마시로'(일본어: やましろ)·'이코마'(일본어: いこま)·'나니와'(일본어: なにわ)·'요도'(일본어: よど) 등이 운행하여, 정기 열차가 8왕복 운행하고 있었다. 객차 급행 열차는 '기리시마'(일본어: 霧島)·'운젠'(일본어: 雲仙)·'사이카이'(일본어: 西海)·'다카치호'(일본어: 高千穂)·'아소'(일본어: 阿蘇)·'지쿠마'(일본어: ちくま) 등이 운행하여, 정기 열차가 5왕복 운행하고 있었다. 전동차 준급 열차는 앞서 언급한 히에이 외에도, 정차역을 줄여 소요 시간을 줄인 '이부키'(일본어: 伊吹)가 1959년 9월의 시간표 개정 때 등장해, 히에이가 8왕복, 이부키가 2왕복 운행하고 있었다. 메이한 구간에서의 소요 시간은, 전동차 특급 열차가 2시간 14분에서 2시간 16분, 전동차 급행 열차가 2시간 30분, 객차 급행 열차가 2시간 40분에서 3시간, 전동차 준급 열차가 2시간 20분에서 2시간 40분 정도였다. 한편 1960년 1월부터 긴테쓰의 메이한 특급은 환승할 필요가 없었으므로, 논스톱 특급이라는 이름으로 운행했다. 메이한 특급은 2시간 27분이 걸렸다.
운임을 살펴보면, 국철은 2등차를 이용할 때 전동차 특급이 830엔, 급행이 730엔, 준급이 630엔이었고, 긴테쓰의 메이한 특급은 700엔이었다. 산로쿠토 이후 긴테쓰에 대항하기 위해 이부키에는 식당차가 연결되었는데, 이로 인해 설비 면에서도 국철은 긴테쓰와의 차별을 두었다.
그러나 1964년 10월 1일, 도카이도 신칸센이 개통되면서 도카이도 본선의 우등 열차는 크게 감편되었다. 전동차 특급 열차는 완전히 사라졌고, 준급 열차였던 이부키가 사라지는 등, 준급 열차와 급행 열차도 크게 감편되었다. 그럼에도 이 당시에는 몇몇 우등 열차가 남아 있었으나, 이후 여러 번의 시간표 개정을 거치면서, 도카이도 본선의 우등 열차는 거의 사라지게 된다. 히에이는 이부키가 사라진 것을 대체하기 위해 정차역을 늘렸고, 1일 8왕복이 유지되었으나, 1965년 10월의 시간표 개정 때 4왕복으로 감편되었다.
1966년 3월의 시간표 개정 때 히에이가 준급에서 급행 열차로 승격되었다. 이후 다른 우등 열차의 감편이 진행되어, 1968년 10월 이후로는 메이한 구간의 전동차 급행이 히에이 이외에는 완전히 사라졌다. 그 뒤로도 히에이는 인기를 이어갔으나, 점점 신칸센으로 많은 승객이 이동하면서 1972년 3월에 2왕복으로, 1980년 10월에는 1왕복으로 점점 운행 횟수가 줄다가, 마침내 1984년 2월에 완전히 사라졌다. 2016년 현재, 메이한 구간을 운행하는 도카이도 본선의 우등 열차로는, 다카야마 본선의 특급 히다(일본어: ひだ) 중 오사카 역까지 운행하는 1왕복만이 남아있다.

##### 간사이 본선

키하75형 동차로 운행하던 급행 가스가. 간사이 본선의 상징으로 남아있던 가스가는, 준급이던 시절 도카이도 본선의 급행 열차보다 빠르게 운행했었지만, 도카이도 신칸센의 개통으로 쇠퇴했다.

1949년 9월, 나고야 역 - 미나토마치 역 구간에 준급 열차가 3왕복 운행하기 시작하면서, 간사이 본선에서도 우등 열차의 운행이 재개되었다. 이듬해인 1950년 10월의 시간표 개정 때, 준급 열차는 나고야 역 - 미나토마치 역 구간을 3시간 27분에서 3시간 37분 정도에 연결했다.
1955년 7월, 준급 열차 3왕복 중 1왕복에 동차가 투입되었고, 1956년에는 모든 준급 열차가 동차로 운행하기 시작했다. 처음에는 키하10계 동차가, 나중에는 '닛코 형 동차'(일본어: 日光型気動車)라는 이름이 붙은 키하55계 동차가 투입되었다. 1956년 11월의 시간표 개정 이후, 간사이 본선의 준급 열차가 메이한 구간을 2시간 50분에서 2시간 55분 사이로 운행했는데, 이는 상술했듯 운행 속도를 한계까지 밀어붙인 결과였다.
이 시기까지는, 도카이도 본선이 아닌 간사이 본선이 메이한 구간의 주요 운송 경로로 이용되었지만, 1957년 10월, 80계 전동차가 투입된 준급 '히에이'가 도카이도 본선에서 운행하기 시작하자, 메이한 구간의 주요 운송 경로가 도카이도 본선으로 바뀌었다. 단선 비전철화 상태인 간사이 본선의 기동차 준급 열차가, 복선 전철화가 완료된 도카이도 본선의 전동차 준급 열차에 밀린 것은 당연한 일이었다.
1958년 10월, 3왕복 운행하던 준급 열차에 '가스가'(일본어: かすが)라는 이름이 붙었다. 1961년 10월의 시간표 개정 때, 가스가는 여전히 2시간 56분이 걸려서 나고야 역과 미나토마치 역 구간을 운행하고 있었으며, 운임은 590엔이었다. 1962년 5월부터는, 이미 8왕복 운행하던 히에이를 증편하기가 어려웠기 때문에, 나고야 역 - 교토 역 구간을 간사이 본선과 구사쓰 선을 경유하여 연결하는 준급 '헤이안'(일본어: 平安)이 2왕복 운행하기 시작했다.
1959년 12월부터 긴테쓰의 메이한 특급이 직통 운행을 시작하고, 1964년 10월에 도카이도 신칸센이 개통하면서, 가스가의 수요는 급감했다. 1966년 3월부터 가스가는 급행 열차로 승격되었지만, 미나토마치 역 - 나라역 구간이 전철화됨과 동시에 이루어졌던 1973년 10월의 시간표 개정 때, 기동차 열차와 전동차 열차 사이의 속도 차이로 인한 혼란을 방지하기 위해 가스가의 운행 구간이 단축되었다. 이에 따라, 간사이 본선을 경유해 메이한 구간을 직통으로 연결하는 열차는 사라졌다. 이후 가스가는 1982년에 2왕복으로, 1985년에는 1왕복으로 감편되었고, 결국 2006년 3월에 운행을 마쳤다. 한편 헤이안은, 1968년 10월에 1왕복이 감편된 이후, 급행 히에이가 완전히 운행을 마친 뒤까지 운행하다가, 1985년 3월에 운행을 마쳤다.

##### 도카이도 신칸센

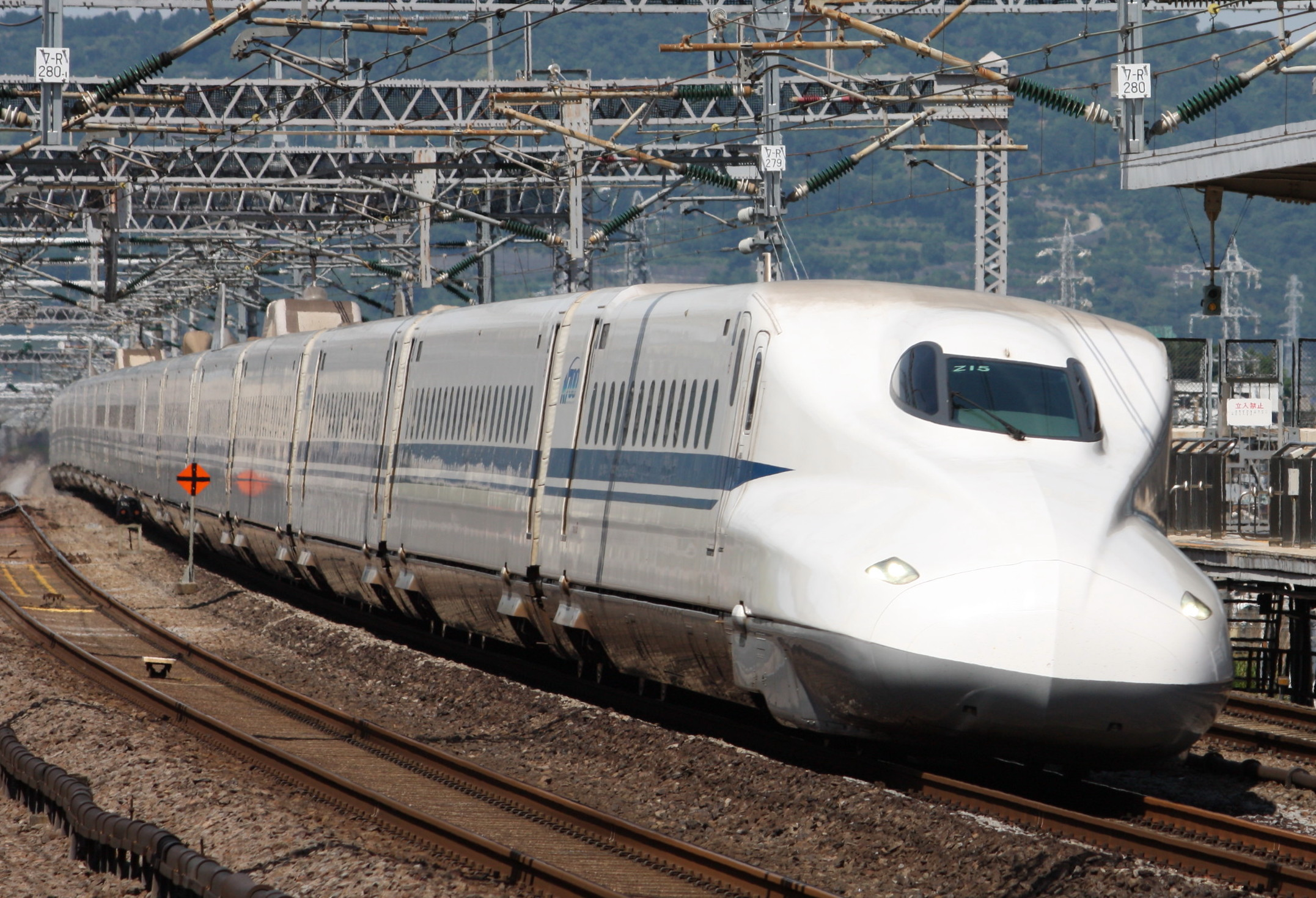
2016년 현재 도카이도 신칸센의 주력 차량인 N700계 전동차. 도카이도 신칸센의 개통은 긴테쓰 뿐만 아니라 국철의 특급 열차에도 큰 영향을 미쳤다.

1964년 10월, '꿈의 초특급'이라 불리며 큰 기대를 모았던 도카이도 신칸센이 개통했다. 당시 도카이도 신칸센에서 가장 빠른 열차였던 히카리가 메이한 구간을 1시간 21분에, 느린 열차였던 고다마가 1시간 45분에 연결하자, 국철은 긴테쓰와의 경쟁에서 완전한 우위를 차지하게 되었다. 이듬해인 1965년 11월부터는 히카리와 고다마가 운행 속도를 올려, 메이한 구간에서 히카리는 1시간 8분, 고다마는 1시간 19분이 걸렸다.
1972년 3월, 히카리에 자유석이 설정되어 고다마와의 요금 격차가 사라지게 되자, 더욱 많은 승객이 도카이도 신칸센을 이용하게 되었다. 1974년 7월 20일에는 긴테쓰가 운임 개정을 시행했는데, 특급 요금이 구간제에서 거리제로 변경되면서 결과적으로는 운임이 상승하는 효과를 가져왔다. 이로 인해, 메이한 구간을 이동할 때 도카이도 신칸센을 이용하는 쪽이, 긴테쓰의 메이한 특급을 이용하는 쪽보다 겨우 90엔이 비쌀 정도로 긴테쓰의 운임이 상승했다. 따라서 긴테쓰를 이용하는 승객은 더더욱 감소했다.
속도와 운임 면에서 긴테쓰에 뒤질 것이 없었던 도카이도 신칸센의 이용객은 1975년까지 꾸준히 증가했으나, 1976년 국철이 운임을 50% 인상하고, 이후로도 매년 운임을 인상하자, 일부 이용객이 다시 긴테쓰 특급으로 돌아가기 시작했다. 게다가 1970년대 중반부터 국철의 노사 분규가 잦아지고, 설비의 노후화로 도카이도 신칸센이 하루 중 절반은 운행을 하지 않는 등, 도카이도 신칸센의 이용객은 점점 감소했다. 게다가 항공기와 자가용이 대중화하고, 긴테쓰가 신형 차량을 도입하는 등 여러 가지 대책을 내놓은 결과, 도카이도 신칸센은 고전을 면치 못했다.
1987년 4월, 국철이 민영화하여 JR 그룹으로 재편되었다. 이에 따라 도카이도 신칸센의 관리 회사는 국철에서 도카이 여객철도(이하 JR 도카이)로 바뀌었다. 도카이도 본선의 급행 히에이가 폐지된 뒤, JR 도카이는 이에 대한 보상책으로 특별 할인 승차권인 '신칸센 이코노미 회수권'(일본어: 新幹線エコノミー回数券)을 발매했다. 이 승차권은 나고야 시내에서 오사카 시내를 이동할 때 사용할 수 있었던 회수권으로, 1장의 단가가 긴테쓰 특급보다 약간 비싼 수준이었다. 이를 계기로, 도카이도 신칸센의 이용객이 약간 늘었다.
1992년 3월, 도카이도 신칸센에 '노조미'(일본어: のぞみ)가 등장했다. 이 열차는 도카이도 신칸센의 가장 빠른 열차로 등장했는데, 2003년 10월 도쿄에 있는 시나가와역에 도카이도 신칸센이 정차하기 시작한 것을 계기로 히카리의 대부분이 노조미로 교체되었다. 이에 히카리와 고다마를 메이한 구간에서 이용할 때, 미리 구입하면 가격을 할인해주는 특별 승차권인 '히카리·고다마 자유석 하야토쿠 티켓'(일본어: ひかり・こだま自由席用早特きっぷ)이 발매되었다. 그러나 이 티켓의 발매에 따라 신칸센 이코노미 회수권이 판매를 중지했는데, 히카리·고다마 자유석 하야토쿠 티켓은 승차하기 1주일 전에 구입해야 했기 때문에, 당일 저렴하게 메이한 구간을 이동할 방법이 사라졌다. 이후 도카이도 신칸센의 열차 운행 정책이 도쿄 - 오사카 구간을 빠르게 이동하는 데에 초점을 맞추면서, 메이한 구간의 여객 운송은 긴테쓰 특급이 상당 부분 담당하는 형식이 되었다.

### 오사카·교토 - 이세 구간(구사쓰 경유)

#### 1945년 이전
산구 급행 전철(이하 산큐)의 철도 노선이 완전 개통하기 직전이던 1930년 10월, 철도성(이하 쇼센)은 히메지역 - 도바역 구간에 '준급 열차' 1왕복을 운행하기 시작했다. 이 열차는 히메지 역에서 출발해 산요 본선·도카이도 본선·구사쓰 선·간사이 본선·기세이 본선·산구선을 경유해 운행했으며, 이는 산큐의 철도보다 약 40km 정도 돌아가는 경로였다. 그러나, 이 열차는 고베나 교토뿐만 아니라 오사카 북부에서 이세시마 지역으로 갈 때에는 매우 편리한 열차였다. 그때까지는 이 구간에 보통 열차가 운행하고 있었는데, 교토역에서 이세시마까지 가는데 무려 5시간이나 걸렸다. 그러나 새로 운행하기 시작한 준급 열차는 교토 역에서 이세시마까지 2시간 25분, 오사카역에서는 3시간 4분밖에 걸리지 않았다. 당시 산큐는 오사카 남부의 우에혼마치 역에서 이세시마까지 전동차로 2시간 45분이 걸렸는데, 쇼센의 준급 열차는 여기에는 못 미치는 수준이었지만, 산큐와 달리 쇼센의 준급 열차는 증기기관차로 운행했던데다 산큐보다 40km를 더 돌아가야 했다는 점을 생각해 본다면, 3시간 4분이라는 운행 시간은 그야말로 경이적인 수준이었다.
1931년 10월, 쇼센은 준급 열차에 '간이 식당차'를 연결함과 동시에 1왕복에서 2왕복으로 운행 횟수를 늘렸다. 그리고 임시 열차도 1왕복 운행했는데, 당시 이 열차는 '산구 쾌속'(일본어: 参宮快速)이라 불렸다. 그 후 준급 열차는 계속해서 증편되어, 1934년 12월부터는, 히메지 역과 도바 역을 잇는 준급 열차가 2왕복, 오사카 역과 도바 역을 잇는 보통 열차가 2왕복, 오사카와 도바 역을 잇는 임시 열차가 2왕복 운행했다. 또 오카야마현의 우노역에서 출발하는, 2등 침대차가 연결된 열차도 운행했다. 이 열차는 우코 연락선을 이용하여 시코쿠에서 이세 신궁으로 참배하러 가는 승객들을 위해서 운행한 것이지만, 동시에 긴키 지방과 시코쿠, 또 긴키 지방과 이세 신궁을 연결하는 열차를 하나로 합쳤다는 성격이 강한 열차였다.
1935년 12월에도 열차가 증편되어 더욱 많은 열차가 운행했지만, 1937년 7월부터 시작된 중일 전쟁의 영향으로 1940년 10월부터는 식당차가 연결되지 않았다. 이후 태평양 전쟁의 전황(戰況)이 악화하고, 1943년 2월에 '전시 육로 운송 비상 체제'가 시행되면서, 오사카와 이세를 연결하는 우등 열차는 자취를 감췄다.

#### 1945년 이후
1953년 3월, 히메지 역과 도바 역 구간에 쾌속 열차가 1왕복 신설되었다. 그러나 오사카 역에서 이세시마 까지의 소요 시간은 3시간 26분으로, 태평양 전쟁 이전에 비해 34분이나 느렸다.
1961년, 교토 역 - 도바 역 구간에 키하55계 동차를 사용한 유료 준급 열차 '도바'(일본어: 鳥羽)가 운행하기 시작했지만, 교토 역 - 이세시 역 구간의 소요 시간이 2시간 37분으로, 이전의 준급 열차보다 느렸다. 쾌속 열차도 운행 속도를 낮춰, 오사카 역 - 이세시 역 구간의 소요 시간이 3시간 35분, 교토 역 - 이세시 역 구간의 소요 시간이 2시간 55분으로 느려졌다. 1963년 10월, 준급 도바의 이름이 '시마'(일본어: 志摩)로 바뀌었고, 1965년 10월부터는 히메지 역 - 도바 역 구간의 쾌속 열차와 통합하였다. 이에 따라 운행 구간이 교토 역 - 도바 역 구간으로 단축되었다. 1966년 3월에는 준급 열차에서 급행 열차로 승격되었다.
이 당시까지는 교토나 오쓰에서 마쓰사카나 이세시마로 갈 때, 긴테쓰는 직통 열차가 없었기 때문에 많은 승객이 국철을 이용했다. 그러나 1966년 12월부터 긴테쓰가 교토와 이세시마를 연결하는 직통 특급인 '게이이 특급'을 신설하자, 많은 승객이 긴테쓰를 이용하게 되었다. 이에 따라 1972년 3월에 시마는 1왕복 감편되었다. 1970년대에는 국철이 운임 인상을 여러번 단행하면서 더욱 많은 승객이 긴테쓰로 빠져나갔다. 게다가 교토 시내가 아닌, 오쓰 시나 구사쓰시에서도 긴테쓰를 이용하는 쪽이 더 싸고, 더 빠른 경우도 있었다. 그러나 미에현 중부와 남부 지방에서 교토로 가는 직통 열차였다는 점으로 인해, 1985년 3월에 급행 '헤이안'이 폐지되자 되려 1왕복이 증편되었다. 그러나 국철의 민영화 직전인 1986년 11월 시마는 운행을 종료했고, 구사쓰 선을 경유해 긴키 지방과 이세시마를 연결하는 직통 열차는 사라졌다. 지금은 미에 현에서 시가현으로 갈 때는 가메야마 역과 쓰게역에서 갈아타야 하며, 보통 열차만이 운행하고 있다.

### 오사카 - 이세 구간(나라 경유)
오사카에서 이세시마로 갈 때는 이전부터 나라를 거쳐 가는 경로가 일반적으로 이용되었다. 20세기 초엽까지만 해도 오사카에서 이세로 가는 가장 빠른 길은 간사이 철도와 산구 철도를 이용하는 것이었다. (지금의 간사이 본선·기세이 본선·산구선) 산큐 철도가 개통하기 이전부터, 오사카에서 나라를 거쳐 이세시마로 가는 준급 열차와 보통 열차가 운행하고 있었는데, 오사카의 미나토마치 역(지금의 JR 난바 역)에서 이세시마의 야마다 역(지금의 이세시역)까지 준급 열차는 5시간, 보통 열차는 6시간 정도 걸렸다. 산큐 철도의 개통 직전인 1930년 10월에는 철도성(이하 쇼센)이 운행 속도를 높임과 동시에 준급 열차의 운행 횟수를 늘렸다. 준급 열차는 미나토마치 역에서 야마다 역까지 3시간, 보통 열차는 5시간 정도가 걸려서 운행했다. 또 미나토마치 역에서 도바역까지 운행하는 야간 열차도 운행하기 시작했다.
그러나, 이 구간의 열차는 정비 상태가 도카이도 본선에 비해 나빴던 간사이 본선을 경유해서 운행했기 때문에, 도카이도 본선과 구사쓰 선을 경유해 운행하는 열차에 비하면 이용객 입장에서 큰 메리트는 없었다. 한때는 준급 열차에 식당차가 연결해서 운행한 적도 있지만, 운행 시간이 짧은 영향으로 식당차의 영업 실적이 좋지 못해, 1934년에는 식당차의 영업을 중단했다.
1934년 12월부터는 미나토마치 역과 야마다 역을 잇는 준급이 3시간 6분에서 12분 정도밖에 걸리지 않게 되었다. 그러나 1937년에 발발한 중일 전쟁과 1941년에 발발한 태평양 전쟁의 영향으로, 1942년 11월부터는 준급의 운행 속도가 낮춰진데 이어, 1943년 2월에는 아예 준급 열차의 운행이 중단되었다.
태평양 전쟁이 끝난 이후, 이 구간에는 우등 열차는 운행하지 않고, 보통 열차만이 다수 운행했다. 그나마도 1964년 10월부터는 미나토마치 역에서 이세시마까지 직통하는 보통 열차마저 사라졌다.

### 나고야 - 이세 구간

#### 1945년 이전
1895년 나고야역 - 가메야마 역 구간의 철도가, 1897년에는 가메야마 역 - 야마다 역(지금의 이세시 역) 구간의 철도가, 1911년에는 야마다 역 - 도바 역 구간의 철도가 개통되었다. 나고야 역 - 가메야마 역 구간의 철도는 간사이 철도가, 가메야마 역 - 야마다 역 구간의 철도는 산구 철도가 개통했으며, 야마다 역 - 도바 역 구간의 철도는 철도성이 개통했다.
나고야 - 이세시마 구간(이하 메이이 구간)의 철도의 역사가 19세기까지 거슬러올라감에도 불구하고, 우등 열차는 1930년대까지는 전혀 운행하지 않았다. 그나마 1926년 8월부터 운행하기 시작한, 도쿄역에서 도바 역까지 운행하는 야간 보통 열차가 있을 뿐이었는데, 당시 이 열차는 나고야 역과 도바 역 구간에서는 쾌속 열차로 운행하고 있었다.
그러나 1930년 12월, 이세 전기 철도(이하 이세덴)이 구와나역 - 다이진구마에 역 구간의 철도를 개통하게 되자, 두 달 전인 1930년 10월에 쇼센은 추가 요금이 필요하지 않은 준급 열차를 2왕복 운행하기 시작했다. 이 준급 열차는 나고야 역에서 야마다 역까지 2시간 20분이 걸렸는데, 이는 당시 같은 구간을 보통 열차가 4시간 걸려서 운행한 데 비하면 무척 빠른 것이었다. 이세덴의 열차는 당시에는 나고야 역까지 운행하지 않았기 때문에, 쇼센은 이세덴보다 8km나 더 돌아가야 했고, 중간에 열차의 진행 방향을 한번 바꿔야 했음에도 많은 승객이 이용했다.
그러나 1938년 6월, 간사이 급행 전철(간큐덴)에 의해 구와나 역 - 간큐나고야 역(지금의 긴테쓰나고야 역) 구간의 철도가 개통되고, 나고야 역과 다이진구마에 역을 1시간 50분만에 연결하는 특급 전차가 운행을 시작하자, 쇼센의 준급 열차는 소요 시간 면에서 불리하게 되었다. 그러나 4년 후인 1942년 8월, 산큐와 간큐덴 등을 합병한 간사이 급행 철도(이하 간큐)는 옛 이세덴의 신마쓰사카 역 - 다이진구마에 역 구간의 철도를 폐선시켰다. 이는 당시 진행되던 태평양 전쟁으로 인해 부족해진 군수 물자를 보충하기 위해, 간큐가 자사의 철도를 없애는 대신 옛 이세덴의 철도를 없앴기 때문이었다. (간큐의 철도는 지금의 긴테쓰 야마다 선으로 남아 있다.)
이후 태평양 전쟁의 전황(戰況)이 악화되자, 1943년 2월 쇼센의 준급 열차는 폐지되었다. 한편 도쿄와 이세를 연결하던 야간 보통 열차는 1946년까지는 계속해서 운행했다.

#### 1945년 이후

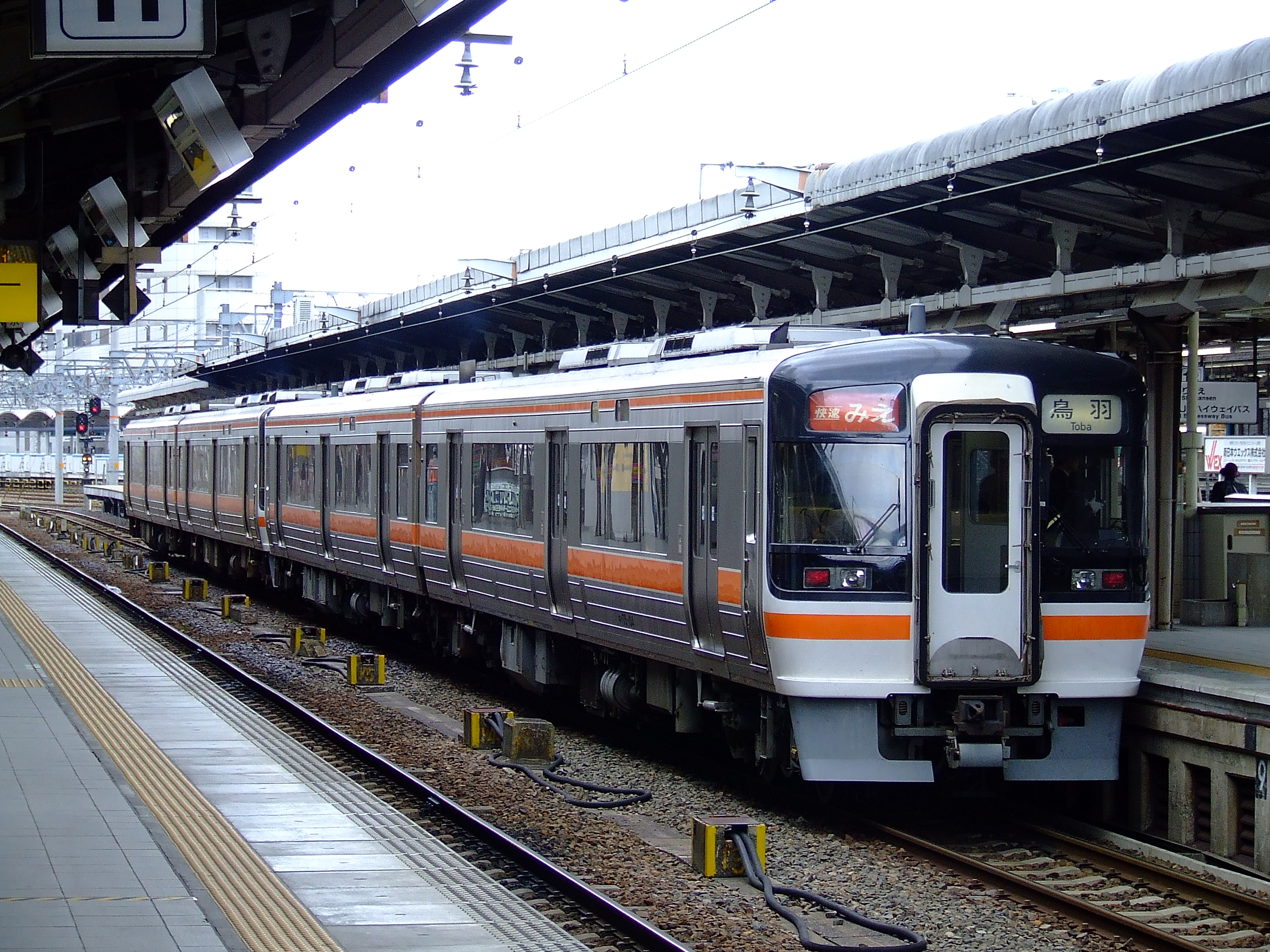
JR 도카이의 쾌속 '미에'. 긴테쓰가 강세를 보이는 메이이 구간에서, 쾌속 미에는 20년 이상 긴테쓰에 대항하고 있다.

1950년 10월, 도쿄역 - 도바 역 구간과 나고야 역 - 도바 역 구간에 쾌속 열차가 운행하기 시작했다. 쾌속 열차는, 나고야 역에서 야마다 역까지 2시간 14분에서 2시간 18분 정도가 걸렸는데, 태평양 전쟁 이전과 마찬가지로, 긴테쓰와는 달리 환승할 필요가 없다는 점에서 많은 승객이 이용했다.
그러나, 1959년 10월에 긴테쓰 나고야 선이 야마다 선과 같은 궤간으로 개궤되고, 같은해 12월에는 긴테쓰나고야 역 - 우지야마다 역 구간에 직통 특급 열차가 운행하기 시작하자 전반적으로 불리한 상황에 처했다. 이는 국철의 쾌속 열차가 긴테쓰보다 느려졌기 때문이었다.
1961년 3월, 나고야 역과 도바 역을 잇는 쾌속 열차가, 증기기관차가 견인하는 객차 열차에서 동차 열차로 바뀌었다. 동시에 급행 열차로 승격되었는데, 이 급행 열차에는 '이스즈'(일본어: いすず)라는 이름이 붙었다. 그러나 이스즈가 쾌속 열차일 때에 비해 설비 면에서 별로 나아진 점이 없었고, 긴테쓰가 이스즈보다 30분에서 1시간 정도 더 소요 시간이 짧았기 때문에, 이스즈는 긴테쓰의 경쟁 상대가 되지 못했고, 결국 1968년 10월에 운행을 마쳤다. 한편 도쿄역에서 야마다 역으로 가던 급행 '이세'(일본어: 伊勢)는 이 때 열차 이름이 '기이'(일본어: 紀伊)로 바뀌었다.
1972년 3월, 기이라는 이름으로 운행하던 열차 중 도바 행 열차가 운행을 마치면서, 나고야에서 산구선 방면으로 직통하는 우등 열차가 사라졌다. 나고야 역 - 마쓰사카역 구간에는 기세이 본선에 직통하는 특급 '난키'(일본어: 南紀)가 있었지만, 운임이나 운행 횟수, 설비 등 모든 면에서 긴테쓰가 우위를 점하고 있었다. 때문에 기이반도 남부로 가는 승객 중에서도, 긴테쓰로 갈 수 있는 마쓰사카 역 까지는 긴테쓰를 이용하는 승객이 늘었다.
국철이 분할 민영화된 이후인 1990년 3월, 도카이 여객철도(이하 JR 도카이)는 이세 철도 이세 선을 경유, 나고야 역과 도바 역을 잇는 쾌속 열차 '미에'(일본어: みえ)를 운행하기 시작했다. 긴테쓰에 밀리는 메이이 구간의 경쟁이지만, 쾌속 미에가 나고야 역 - 구와나역 구간에선 많은 승객이 이용하자, 긴테쓰가 되레 나고야 역과 마쓰사카 역을 잇는 급행 열차를 증편하고, 크로스시트를 설치한 5200계 전동차를 투입하는 등, 긴테쓰도 승객의 이탈을 막기 위한 대책을 내놓았다.
그러나 산구선에는 더 이상 정기 우등 열차는 운행하지 않고 있다. 임시 열차는 1993년부터 1994년까지 특급 도바·가쓰우라(일본어: 鳥羽・勝浦)가 운행된 적이 있었다. 2013년에는 '제62회 신궁 식년 천궁' 행사에 따라, 나고야 역 - 이세시 역 구간에서 급행 '이세'(일본어: いせ)가 운행되었다.

## 같이 보기
- 긴키 닛폰 철도(긴테쓰)
- 오사카 전기 궤도(다이키)
- 산구 급행 전철(산큐)
- 간사이 급행 전철(간큐덴)
- 이세 전기 철도(이세덴)
- 나라 전기 철도(나라덴)
- 일본 철도성(쇼센)
- 일본국유철도(국철)
- 도카이 여객철도
- 서일본 여객철도
- 미에 (열차)
- 가스가 (열차)
- 어번 네트워크
- 도카이도 본선 우등 열차의 역사
- 도카이도 신칸센
- 도카이도 본선
- 간사이 본선
- 산구선
- 나라 선
- 이세 철도 이세 선